# Élections municipales de 2014 dans les Alpes-Maritimes
Les élections municipales de 2014 dans les Alpes-Maritimes se sont déroulées les 23 et 30 mars 2014, comme dans tous les départements de métropole.
Le département des Alpes-Maritimes compte 163 communes, dont 76 de plus de 1 000 habitants où les conseillers municipaux seront élus selon un scrutin proportionnel de liste avec prime majoritaire.
Dans les communes de moins de 1 000 habitants, l'élection se fait suivant un scrutin majoritaire plurinominal.

## Maires sortants et maires élus
Le scrutin est marqué par quelques changements. La gauche subit plusieurs revers. Le PCF perd Drap, Gattières et Le Broc et le PS Carros. A cela s'ajoutent des défaites à Lucéram et Peymeinade. Seuls des succès à Breil-sur-Roya et Gorbio sont à noter. La droite renforce sa position majoritaire dans le département avec des succès à La Colle-sur-Loup et Peille. Des candidats sans étiquette l'emportent à Biot, Gilette, Peillon, Roquebillière, Saint-Etienne-de-Tinée et Saint-Jean-Cap-Ferrat face à la droite. Les centristes, battus à Châteauneuf-Grasse, se maintiennent à Saint-Vallier-de-Thiey.  Le MoDem remporte Tourrettes-sur-Loup.
| Commune                  | Population | Maire sortant          | Parti | Parti    | Maire élu               | Parti | Parti |
| ------------------------ | ---------- | ---------------------- | ----- | -------- | ----------------------- | ----- | ----- |
| Antibes                  | 75 176     | Jean Leonetti          |       | UMP      | Jean Leonetti           |       | UMP   |
| Aspremont                | 2 195      | Alexandre Ferretti     |       | DVD      | Alexandre Ferretti      |       | UMP   |
| Auribeau-sur-Siagne      | 3 035      | Jacques Varrone        |       | UMP      | Jacques Varrone         |       | UMP   |
| Beaulieu-sur-Mer         | 3 762      | Roger Roux             |       | DVD      | Roger Roux              |       | UMP   |
| Beausoleil               | 13 567     | Gérard Spinelli        |       | DVD      | Gérard Spinelli         |       | DVD   |
| Berre-les-Alpes          | 1 280      | Maurice Lavagna        |       | DVD      | Maurice Lavagna         |       | DVD   |
| Biot                     | 9 751      | Jean-Pierre Dermit     |       | UMP      | Guilaine Debras         |       | SE    |
| Blausasc                 | 1 470      | Michel Lottier         |       | UMP      | Michel Lottier          |       | UMP   |
| Breil-sur-Roya           | 2 415      | Joseph Ghilardi        |       | UMP      | André Ipert             |       | DVG   |
| Cabris                   | 1 427      | Pierre Bornet          |       | SE       | Pierre Bornet           |       | SE    |
| Cagnes-sur-Mer           | 46 632     | Louis Nègre            |       | UMP      | Louis Nègre             |       | UMP   |
| Cannes                   | 72 607     | Bernard Brochand       |       | UMP      | David Lisnard           |       | UMP   |
| Cantaron                 | 1 288      | Michel Guidi           |       | DVG      | Michel Guidi            |       | DVG   |
| Cap-d'Ail                | 4 877      | Xavier Beck            |       | UMP      | Xavier Beck             |       | UMP   |
| Carros                   | 11 462     | Antoine Damiani        |       | PS       | Charles Scibetta        |       | UDI   |
| Castagniers              | 1 542      | Jean-François Spinelli |       | DVD      | Jean-François Spinelli  |       | DVD   |
| Châteauneuf-Grasse       | 3 213      | Jean-Pierre Maurin     |       | UDI      | Emmanuel Delmotte       |       | SE    |
| Colomars                 | 3 330      | Isabelle Brès          |       | UMP      | Isabelle Brès           |       | UMP   |
| Contes                   | 7 095      | Francis Tujague        |       | PCF      | Francis Tujague         |       | PCF   |
| Drap                     | 4 297      | Marc Morini            |       | PCF      | Robert Nardelli         |       | DVD   |
| Èze                      | 2 550      | Stéphane Cherki        |       | DVD      | Stéphane Cherki         |       | DVD   |
| Falicon                  | 1 907      | Gisèle Kruppert        |       | UMP      | Gisèle Kruppert         |       | UMP   |
| Gattières                | 4 036      | Jean-Pierre Testi      |       | PCF      | Pascale Guit            |       | SE    |
| Gilette                  | 1 505      | Pierre-Guy Morani      |       | UMP      | Patricia Demas          |       | SE    |
| Gorbio                   | 1 294      | Michel Isnard          |       | SE       | Michel Isnard           |       | DVG   |
| Grasse                   | 51 631     | Jean-Pierre Leleux     |       | UMP      | Jérôme Viaud            |       | UMP   |
| L'Escarène               | 2 414      | Pierre Donadey         |       | UMP      | Pierre Donadey          |       | UMP   |
| La Colle-sur-Loup        | 7 701      | Christian Berkesse     |       | UDI      | Jean Bernard Mion       |       | UMP   |
| La Gaude                 | 6 836      | Michel Meïni           |       | UMP      | Michel Meïni            |       | DVD   |
| La Roquette-sur-Siagne   | 5 106      | André Roatta           |       | UMP      | André Roatta            |       | UMP   |
| La Trinité               | 10 230     | Jean-Louis Scoffié     |       | UMP      | Jean-Paul Dalmasso      |       | UMP   |
| La Turbie                | 3 194      | Nicolas Bassani        |       | UMP      | Jean-Jacques Raffaele   |       | UMP   |
| Lantosque                | 1 336      | Jean Thaon             |       | UMP      | Jean Thaon              |       | UMP   |
| Le Bar-sur-Loup          | 2 860      | Richard Ribéro         |       | DVD      | Richard Ribéro          |       | DVD   |
| Le Broc                  | 1 346      | Émile Tornatore        |       | PCF      | Phillipe Heura          |       | SE    |
| Le Cannet                | 42 754     | Michèle Tabarot        |       | UMP      | Michèle Tabarot         |       | UMP   |
| Le Rouret                | 3 887      | Gérald Lombardo        |       | UMP      | Gérald Lombardo         |       | UMP   |
| Le Tignet                | 3 182      | François Balazun       |       | UMP      | François Balazun        |       | UMP   |
| Levens                   | 4 709      | Antoine Véran          |       | UMP      | Antoine Véran           |       | UMP   |
| Lucéram                  | 1 224      | André Gal              |       | DVG      | Michel Calmet           |       | SE    |
| Mandelieu-la-Napoule     | 22 004     | Henri Leroy            |       | UMP      | Henri Leroy             |       | UMP   |
| Menton                   | 28 926     | Jean-Claude Guibal     |       | UMP      | Jean-Claude Guibal      |       | UMP   |
| Mouans-Sartoux           | 10 274     | André Aschieri         |       | EELV     | André Aschieri          |       | EELV  |
| Mougins                  | 18 516     | Richard Galy           |       | UMP      | Richard Galy            |       | UMP   |
| Nice                     | 344 064    | Christian Estrosi      |       | UMP      | Christian Estrosi       |       | UMP   |
| Opio                     | 2 142      | Thierry Occelli        |       | DVD      | Thierry Occelli         |       | UMP   |
| Pégomas                  | 7 047      | Gilbert Pibou          |       | UMP      | Gilbert Pibou           |       | UMP   |
| Peille                   | 2 304      | Stéphane Sainsaulieu   |       | NC       | Cyril Piazza            |       | DVD   |
| Peillon                  | 1 410      | Pierre-Charles Maria   |       | DVD      | Jean-Marc Rancure       |       | SE    |
| Peymeinade               | 7 913      | Françoise Brousteau    |       | DVG      | Gérard Delhomez         |       | DVD   |
| Puget-Théniers           | 1 820      | Robert Velay           |       | UMP      | Robert Velay            |       | UMP   |
| Roquebillière            | 1 712      | Gérard Manfredi        |       | UMP      | Gérard Manfredi         |       | SE    |
| Roquebrune-Cap-Martin    | 12 450     | Patrick Césari         |       | UMP      | Patrick Césari          |       | UMP   |
| Roquefort-les-Pins       | 6 289      | Michel Rossi           |       | UMP      | Michel Rossi            |       | UMP   |
| Saint-André-de-la-Roche  | 5 286      | Honoré Colomas         |       | UMP      | Honoré Colomas          |       | UMP   |
| Saint-Cézaire-sur-Siagne | 3 692      | Maxime Coullet         |       | DVD      | Claude Blanc            |       | DVD   |
| Saint-Étienne-de-Tinée   | 1 296      | Thérèse Fabron         |       | UMP      | Colette Fabron          |       | SE    |
| Saint-Jean-Cap-Ferrat    | 2 014      | Marlène Cesarini       |       | DVD      | Jean-François Dieterich |       | SE    |
| Saint-Jeannet            | 3 783      | Jean-Michel Sempéré    |       | UMP      | Jean-Michel Sempéré     |       | UMP   |
| Saint-Laurent-du-Var     | 29 942     | Henri Revel            |       | UMP      | Joseph Segura           |       | DVD   |
| Saint-Martin-du-Var      | 2 630      | Hervé Paul             |       | DVG      | Hervé Paul              |       | DVG   |
| Saint-Martin-Vésubie     | 1 322      | Gaston Franco          |       | UMP      | Henri Giuge             |       | UMP   |
| Saint-Paul-de-Vence      | 3 533      | René Buron             |       | UMP      | Joseph Le Chapelain     |       | DVD   |
| Saint-Vallier-de-Thiey   | 3 399      | Jean-Marc Delia        |       | NC       | Jean-Marc Delia         |       | NC    |
| Sainte-Agnès             | 1 183      | Albert Filippi         |       | UMP      | Albert Filippi          |       | UMP   |
| Sospel                   | 3 537      | Jean-Mario Lorenzi     |       | UMP      | Marie-Christine Thoure  |       | DVD   |
| Spéracèdes               | 1 271      | Joël Pasquelin         |       | UMP      | Joël Pasquelin          |       | UMP   |
| Tende                    | 2 114      | Jean-Pierre Vassallo   |       | UMP      | Jean-Pierre Vassallo    |       | UMP   |
| Théoule-sur-Mer          | 1 538      | Daniel Mansanti        |       | UMP      | Georges Botella         |       | DVD   |
| Tourrette-Levens         | 4 731      | Alain Frère            |       | UMP      | Alain Frère             |       | UMP   |
| Tourrettes-sur-Loup      | 4 008      | José Bertaina          |       | UDI (PR) | Damien Bagaria          |       | MoDem |
| Valbonne                 | 12 802     | Marc Daunis            |       | PS       | Marc Daunis             |       | PS    |
| Vallauris                | 27 411     | Alain Gumiel           |       | UMP      | Michelle Salucki        |       | DVD   |
| Vence                    | 19 160     | Régis Lebigre          |       | UMP      | Loïc Dombreval          |       | DVD   |
| Villefranche-sur-Mer     | 5 416      | Gérard Grosgogeat      |       | UMP      | Christophe Trojani      |       | UMP   |
| Villeneuve-Loubet        | 14 995     | Richard Camou          |       | UMP      | Lionnel Lucca           |       | UMP   |

## Résultats en nombre de maires
| Étiquette    | Étiquette                            | Maires sortants | Maires élus | Évolution     |
| ------------ | ------------------------------------ | --------------- | ----------- | ------------- |
|              | Union pour un mouvement populaire    | 47              | 39          | 8             |
|              | Divers droite                        | 11              | 16          | 5             |
|              | Union des démocrates et indépendants | 3               | 1           | 2             |
|              | Nouveau Centre                       | 2               | 1           | 1             |
| Total droite | Total droite                         | 62              | 57          | 9             |
|              | Divers gauche                        | 4               | 4           | en stagnation |
|              | Parti communiste français            | 4               | 1           | 3             |
|              | Parti socialiste                     | 2               | 1           | 1             |
|              | Europe Écologie Les Verts            | 1               | 1           | en stagnation |
| Total gauche | Total gauche                         | 11              | 7           | 4             |
|              | Modem                                | 0               | 1           | 1             |
| Total centre | Total centre                         | 0               | 1           | 1             |
|              | Sans étiquette                       | 2               | 11          | 9             |
| Total        | Total                                | 76              | 76          | -             |

## Résultats dans les communes de plus de1 000 habitants

### Antibes
- Maire sortant : Jean Leonetti (UMP)
- 49 sièges à pourvoir au conseil municipal (population légale 2011 : 75 176 habitants)
- 26 sièges à pourvoir au conseil communautaire (CA Sophia Antipolis)

|                          | Jean Leonetti *  | UMP-UDI        | 17 620 | 63,16  | 41 | 22 |  |  |
|                          | Lionel Tivoli    | FN             | 5 770  | 20,68  | 5  | 2  |  |  |
|                          | Michèle Muratore | PS-PRG-EELV    | 2 504  | 8,97   | 2  | 1  |  |  |
|                          | Gérard Piel      | FG             | 2 003  | 7,17   | 1  | 1  |  |  |
|                          |                  |                |        |        |    |    |  |  |
| Inscrits                 | Inscrits         | Inscrits       | 51 366 | 100,00 |    |    |  |  |
| Abstentions              | Abstentions      | Abstentions    | 22 486 | 43,78  |    |    |  |  |
| Votants                  | Votants          | Votants        | 28 880 | 56,22  |    |    |  |  |
| Blancs et nuls           | Blancs et nuls   | Blancs et nuls | 983    | 3,40   |    |    |  |  |
| Exprimés                 | Exprimés         | Exprimés       | 27 897 | 96,60  |    |    |  |  |
| * Liste du maire sortant |                  |                |        |        |    |    |  |  |

### Aspremont
- Maire sortant : Alexandre Ferretti (DVD)
- 19 sièges à pourvoir au conseil municipal (population légale 2011 : 2 195 habitants)
- 1 sièges à pourvoir au conseil communautaire (Métropole Nice Côte d'Azur)

|                          | Alexandre Ferretti * | UMP            | 802   | 65,15  | 16 | 1 |  |  |
|                          | Alain Carletti       | DVD            | 429   | 34,84  | 3  |   |  |  |
|                          |                      |                |       |        |    |   |  |  |
| Inscrits                 | Inscrits             | Inscrits       | 1 959 | 100,00 |    |   |  |  |
| Abstentions              | Abstentions          | Abstentions    | 653   | 33,33  |    |   |  |  |
| Votants                  | Votants              | Votants        | 1 306 | 66,67  |    |   |  |  |
| Blancs et nuls           | Blancs et nuls       | Blancs et nuls | 75    | 5,74   |    |   |  |  |
| Exprimés                 | Exprimés             | Exprimés       | 1 231 | 94,26  |    |   |  |  |
| * Liste du maire sortant |                      |                |       |        |    |   |  |  |

### Auribeau-sur-Siagne
- Maire sortant : Jacques Varrone (UMP)
- 23 sièges à pourvoir au conseil municipal (population légale 2011 : 3 035 habitants)
- 3 sièges à pourvoir au conseil communautaire (CA du Pays de Grasse)

|                          | Jacques Varrone * | UMP            | 1 092 | 66,78  | 20 | 3 |  |  |
|                          | Daniel Bollinger  | SE             | 543   | 33,21  | 3  |   |  |  |
|                          |                   |                |       |        |    |   |  |  |
| Inscrits                 | Inscrits          | Inscrits       | 2 340 | 100,00 |    |   |  |  |
| Abstentions              | Abstentions       | Abstentions    | 673   | 28,76  |    |   |  |  |
| Votants                  | Votants           | Votants        | 1 667 | 71,24  |    |   |  |  |
| Blancs et nuls           | Blancs et nuls    | Blancs et nuls | 32    | 1,92   |    |   |  |  |
| Exprimés                 | Exprimés          | Exprimés       | 1 635 | 98,08  |    |   |  |  |
| * Liste du maire sortant |                   |                |       |        |    |   |  |  |

### Beaulieu-sur-Mer
- Maire sortant : Roger Roux (DVD)
- 27 sièges à pourvoir au conseil municipal (population légale 2011 : 3 762 habitants)
- 1 sièges à pourvoir au conseil communautaire (Métropole Nice Côte d'Azur)

|                          | Roger Roux *   | UMP            | 1 521 | 100,00 | 27 | 1 |  |  |
|                          |                |                |       |        |    |   |  |  |
| Inscrits                 | Inscrits       | Inscrits       | 2 871 | 100,00 |    |   |  |  |
| Abstentions              | Abstentions    | Abstentions    | 1 010 | 35,18  |    |   |  |  |
| Votants                  | Votants        | Votants        | 1 861 | 64,82  |    |   |  |  |
| Blancs et nuls           | Blancs et nuls | Blancs et nuls | 340   | 18,27  |    |   |  |  |
| Exprimés                 | Exprimés       | Exprimés       | 1 521 | 81,73  |    |   |  |  |
| * Liste du maire sortant |                |                |       |        |    |   |  |  |

### Beausoleil
- Maire sortant : Gérard Spinelli (DVD)
- 33 sièges à pourvoir au conseil municipal (population légale 2011 : 13 567 habitants)
- 8 sièges à pourvoir au conseil communautaire (CA de la Riviera française)

| Tête de liste            | Tête de liste        | Liste          | Premier tour | Premier tour | Second tour | Second tour | Sièges | Sièges |
| Tête de liste            | Tête de liste        | Liste          | Voix         | %            | Voix        | %           | CM     | CC     |
| ------------------------ | -------------------- | -------------- | ------------ | ------------ | ----------- | ----------- | ------ | ------ |
|                          | Gérard Spinelli *    | SE             | 2 065        | 49,96        | 2 701       | 70,32       | 28     | 7      |
|                          | Alain Garelli        | DVD            | 834          | 20,17        |             |             |        |        |
|                          | Jean-Jacques Guitard | FN             | 803          | 19,42        | 1 140       | 29,67       | 5      | 1      |
|                          | Robert Vial          | SE             | 431          | 10,42        |             |             |        |        |
|                          |                      |                |              |              |             |             |        |        |
| Inscrits                 | Inscrits             | Inscrits       | 8 729        | 100,00       | 8 729       | 100,00      |        |        |
| Abstentions              | Abstentions          | Abstentions    | 4 403        | 50,44        | 4 595       | 52,64       |        |        |
| Votants                  | Votants              | Votants        | 4 326        | 49,56        | 4 134       | 47,36       |        |        |
| Blancs et nuls           | Blancs et nuls       | Blancs et nuls | 193          | 4,46         | 293         | 7,09        |        |        |
| Exprimés                 | Exprimés             | Exprimés       | 4 133        | 95,54        | 3 841       | 92,91       |        |        |
| * Liste du maire sortant |                      |                |              |              |             |             |        |        |

### Berre-les-Alpes
- Maire sortant : Maurice Lavagna (DVD)
- 15 sièges à pourvoir au conseil municipal (population légale 2011 : 1 280 habitants)
- 3 sièges à pourvoir au conseil communautaire (CC du Pays des Paillons)

|                          | Maurice Lavagna * | DVD            | 547   | 63,82  | 13 | 3 |  |  |
|                          | Vincent Riccobono | DVD            | 160   | 18,66  | 1  |   |  |  |
|                          | Franck Lo Varco   | FN             | 150   | 17,50  | 1  |   |  |  |
|                          |                   |                |       |        |    |   |  |  |
| Inscrits                 | Inscrits          | Inscrits       | 1 121 | 100,00 |    |   |  |  |
| Abstentions              | Abstentions       | Abstentions    | 240   | 21,41  |    |   |  |  |
| Votants                  | Votants           | Votants        | 881   | 78,59  |    |   |  |  |
| Blancs et nuls           | Blancs et nuls    | Blancs et nuls | 24    | 2,72   |    |   |  |  |
| Exprimés                 | Exprimés          | Exprimés       | 857   | 97,28  |    |   |  |  |
| * Liste du maire sortant |                   |                |       |        |    |   |  |  |

### Biot
- Maire sortant : Jean-Pierre Dermit (UMP)
- 29 sièges à pourvoir au conseil municipal (population légale 2011 : 9 751 habitants)
- 4 sièges à pourvoir au conseil communautaire (CA Sophia Antipolis)

| Tête de liste            | Tête de liste        | Liste          | Premier tour | Premier tour | Second tour | Second tour | Sièges | Sièges |
| Tête de liste            | Tête de liste        | Liste          | Voix         | %            | Voix        | %           | CM     | CC     |
| ------------------------ | -------------------- | -------------- | ------------ | ------------ | ----------- | ----------- | ------ | ------ |
|                          | Jean-Pierre Dermit * | UMP            | 1 906        | 42,29        | 2 335       | 48,91       | 7      | 1      |
|                          | Guilaine Debras      | SE             | 1 782        | 39,54        | 2 439       | 51,08       | 22     | 3      |
|                          | Guy Anastile         | DVD            | 818          | 18,15        | 2 439       | 51,08       | 22     | 3      |
|                          |                      |                |              |              |             |             |        |        |
| Inscrits                 | Inscrits             | Inscrits       | 6 956        | 100,00       | 6 958       | 100,00      |        |        |
| Abstentions              | Abstentions          | Abstentions    | 2 321        | 33,37        | 2 077       | 29,85       |        |        |
| Votants                  | Votants              | Votants        | 4 635        | 66,63        | 4 881       | 70,15       |        |        |
| Blancs et nuls           | Blancs et nuls       | Blancs et nuls | 129          | 2,78         | 107         | 2,19        |        |        |
| Exprimés                 | Exprimés             | Exprimés       | 4 506        | 97,22        | 4 774       | 97,81       |        |        |
| * Liste du maire sortant |                      |                |              |              |             |             |        |        |

### Blausasc
- Maire sortant : Michel Lottier (UMP)
- 15 sièges à pourvoir au conseil municipal (population légale 2011 : 1 470 habitants)
- 3 sièges à pourvoir au conseil communautaire (CC du Pays des Paillons)

|                          | Michel Lottier * | DVD            | 893   | 75,74  | 14 | 3 |  |  |
|                          | Florian Abassit  | SE             | 286   | 24,25  | 1  |   |  |  |
|                          |                  |                |       |        |    |   |  |  |
| Inscrits                 | Inscrits         | Inscrits       | 1 386 | 100,00 |    |   |  |  |
| Abstentions              | Abstentions      | Abstentions    | 175   | 12,63  |    |   |  |  |
| Votants                  | Votants          | Votants        | 1 211 | 87,37  |    |   |  |  |
| Blancs et nuls           | Blancs et nuls   | Blancs et nuls | 32    | 2,64   |    |   |  |  |
| Exprimés                 | Exprimés         | Exprimés       | 1 179 | 97,36  |    |   |  |  |
| * Liste du maire sortant |                  |                |       |        |    |   |  |  |

### Breil-sur-Roya
- Maire sortant : Joseph Ghilardi (UMP)
- 19 sièges à pourvoir au conseil municipal (population légale 2011 : 2 415 habitants)
- 1 sièges à pourvoir au conseil communautaire (CA de la Riviera française)

|                | André Ipert          | SE             | 749   | 53,76  | 15 | 1 |  |  |
|                | Joseph Rey           | DVD            | 352   | 25,26  | 2  |   |  |  |
|                | Jean-Pierre Beghelli | SE             | 292   | 20,96  | 2  |   |  |  |
|                |                      |                |       |        |    |   |  |  |
| Inscrits       | Inscrits             | Inscrits       | 2 017 | 100,00 |    |   |  |  |
| Abstentions    | Abstentions          | Abstentions    | 553   | 27,42  |    |   |  |  |
| Votants        | Votants              | Votants        | 1 464 | 72,58  |    |   |  |  |
| Blancs et nuls | Blancs et nuls       | Blancs et nuls | 71    | 4,85   |    |   |  |  |
| Exprimés       | Exprimés             | Exprimés       | 1 393 | 95,15  |    |   |  |  |

### Cabris
- Maire sortant : Pierre Bornet (SE)
- 15 sièges à pourvoir au conseil municipal (population légale 2011 : 1 427 habitants)
- 2 sièges à pourvoir au conseil communautaire (CA du Pays de Grasse)

|                          | Pierre Bornet *     | SE             | 504   | 100,00 | 15 | 2 |  |  |
|                          | Jean-Paul Pellegrin | DVD            | 0     | 0,00   |    |   |  |  |
|                          |                     |                |       |        |    |   |  |  |
| Inscrits                 | Inscrits            | Inscrits       | 1 245 | 100,00 |    |   |  |  |
| Abstentions              | Abstentions         | Abstentions    | 416   | 33,41  |    |   |  |  |
| Votants                  | Votants             | Votants        | 829   | 66,59  |    |   |  |  |
| Blancs et nuls           | Blancs et nuls      | Blancs et nuls | 325   | 39,20  |    |   |  |  |
| Exprimés                 | Exprimés            | Exprimés       | 504   | 60,80  |    |   |  |  |
| * Liste du maire sortant |                     |                |       |        |    |   |  |  |

### Cagnes-sur-Mer
- Maire sortant : Louis Nègre (UMP)
- 43 sièges à pourvoir au conseil municipal (population légale 2011 : 46 632 habitants)
- 9 sièges à pourvoir au conseil communautaire (Métropole Nice Côte d'Azur)

|                          | Louis Nègre *        | UMP            | 9 767  | 52,61  | 34 | 8 |  |  |
|                          | Gerard Vanderborck   | FN             | 4 520  | 24,34  | 5  | 1 |  |  |
|                          | Michel Santinelli    | FG             | 2 120  | 11,41  | 2  |   |  |  |
|                          | Jean-Antoine Burroni | DVD            | 1 179  | 6,35   | 1  |   |  |  |
|                          | Michel Ghertman      | PS-PRG-EELV    | 978    | 5,26   | 1  |   |  |  |
|                          |                      |                |        |        |    |   |  |  |
| Inscrits                 | Inscrits             | Inscrits       | 34 198 | 100,00 |    |   |  |  |
| Abstentions              | Abstentions          | Abstentions    | 15 146 | 44,29  |    |   |  |  |
| Votants                  | Votants              | Votants        | 19 052 | 55,71  |    |   |  |  |
| Blancs et nuls           | Blancs et nuls       | Blancs et nuls | 488    | 2,56   |    |   |  |  |
| Exprimés                 | Exprimés             | Exprimés       | 18 564 | 97,44  |    |   |  |  |
| * Liste du maire sortant |                      |                |        |        |    |   |  |  |

### Cannes
- Maire sortant : Bernard Brochand (UMP)
- 49 sièges à pourvoir au conseil municipal (population légale 2011 : 72 607 habitants)
- 29 sièges à pourvoir au conseil communautaire (CA Cannes Pays de Lérins)

| Tête de liste  | Tête de liste    | Liste          | Premier tour | Premier tour | Second tour | Second tour | Sièges | Sièges |
| Tête de liste  | Tête de liste    | Liste          | Voix         | %            | Voix        | %           | CM     | CC     |
| -------------- | ---------------- | -------------- | ------------ | ------------ | ----------- | ----------- | ------ | ------ |
|                | David Lisnard    | UMP            | 14 458       | 48,80        | 16 613      | 58,97       | 40     | 24     |
|                | Philippe Tabarot | UMP            | 7 918        | 26,72        | 7 348       | 26,08       | 6      | 3      |
|                | Catherine Dorten | FN             | 4 377        | 14,77        | 4 209       | 14,94       | 3      | 2      |
|                | Anne Majri       | PS-EELV        | 1 850        | 6,24         |             |             |        |        |
|                | Dominique Henrot | FG             | 1 022        | 3,44         |             |             |        |        |
|                |                  |                |              |              |             |             |        |        |
| Inscrits       | Inscrits         | Inscrits       | 52 745       | 100,00       | 52 745      | 100,00      |        |        |
| Abstentions    | Abstentions      | Abstentions    | 22 548       | 42,75        | 23 521      | 44,59       |        |        |
| Votants        | Votants          | Votants        | 30 197       | 57,25        | 29 224      | 55,41       |        |        |
| Blancs et nuls | Blancs et nuls   | Blancs et nuls | 572          | 1,89         | 1 054       | 3,61        |        |        |
| Exprimés       | Exprimés         | Exprimés       | 29 625       | 98,11        | 28 170      | 96,39       |        |        |

### Cantaron
- Maire sortant : Michel Guidi (DVG)
- 15 sièges à pourvoir au conseil municipal (population légale 2011 : 1 288 habitants)
- 3 sièges à pourvoir au conseil communautaire (CC du Pays des Paillons)

|                          | Michel Guidi *   | SE             | 515   | 59,53  | 12 | 2 |  |  |
|                          | Jacques Fighiera | DVG            | 350   | 40,46  | 3  | 1 |  |  |
|                          |                  |                |       |        |    |   |  |  |
| Inscrits                 | Inscrits         | Inscrits       | 1 144 | 100,00 |    |   |  |  |
| Abstentions              | Abstentions      | Abstentions    | 262   | 22,90  |    |   |  |  |
| Votants                  | Votants          | Votants        | 882   | 77,10  |    |   |  |  |
| Blancs et nuls           | Blancs et nuls   | Blancs et nuls | 17    | 1,93   |    |   |  |  |
| Exprimés                 | Exprimés         | Exprimés       | 865   | 98,07  |    |   |  |  |
| * Liste du maire sortant |                  |                |       |        |    |   |  |  |

### Cap-d'Ail
- Maire sortant : Xavier Beck (UMP)
- 27 sièges à pourvoir au conseil municipal (population légale 2011 : 4 877 habitants)
- 1 sièges à pourvoir au conseil communautaire (Métropole Nice Côte d'Azur)

|                          | Xavier Beck *  | UMP            | 1 462 | 100,00 | 27 | 1 |  |  |
|                          |                |                |       |        |    |   |  |  |
| Inscrits                 | Inscrits       | Inscrits       | 3 302 | 100,00 |    |   |  |  |
| Abstentions              | Abstentions    | Abstentions    | 1 598 | 48,39  |    |   |  |  |
| Votants                  | Votants        | Votants        | 1 704 | 51,61  |    |   |  |  |
| Blancs et nuls           | Blancs et nuls | Blancs et nuls | 242   | 14,20  |    |   |  |  |
| Exprimés                 | Exprimés       | Exprimés       | 1 462 | 85,80  |    |   |  |  |
| * Liste du maire sortant |                |                |       |        |    |   |  |  |

### Carros
- Maire sortant : Antoine Damiani (PS)
- 33 sièges à pourvoir au conseil municipal (population légale 2011 : 11 462 habitants)
- 2 sièges à pourvoir au conseil communautaire (Métropole Nice Côte d'Azur)

| Tête de liste  | Tête de liste     | Liste          | Premier tour | Premier tour | Second tour | Second tour | Sièges | Sièges |
| Tête de liste  | Tête de liste     | Liste          | Voix         | %            | Voix        | %           | CM     | CC     |
| -------------- | ----------------- | -------------- | ------------ | ------------ | ----------- | ----------- | ------ | ------ |
|                | Charles Scibetta  | DVG            | 1 759        | 32,78        | 2 244       | 39,50       | 23     | 2      |
|                | Christine Charles | PS-PCF         | 1 626        | 30,30        | 2 012       | 35,41       | 6      |        |
|                | Michel Thooris    | FN             | 1 152        | 21,47        | 1 001       | 17,62       | 3      |        |
|                | Estelle Borne     | UMP            | 708          | 13,19        | 424         | 7,46        | 1      |        |
|                | Alain Bouilleaux  | LO             | 120          | 2,23         |             |             |        |        |
|                |                   |                |              |              |             |             |        |        |
| Inscrits       | Inscrits          | Inscrits       | 8 346        | 100,00       | 8 346       | 100,00      |        |        |
| Abstentions    | Abstentions       | Abstentions    | 2 857        | 34,23        | 2 440       | 29,24       |        |        |
| Votants        | Votants           | Votants        | 5 489        | 65,77        | 5 906       | 70,76       |        |        |
| Blancs et nuls | Blancs et nuls    | Blancs et nuls | 124          | 2,26         | 225         | 3,81        |        |        |
| Exprimés       | Exprimés          | Exprimés       | 5 365        | 97,74        | 5 681       | 96,19       |        |        |

### Castagniers
- Maire sortant : Jean-François Spinelli (DVD)
- 19 sièges à pourvoir au conseil municipal (population légale 2011 : 1 542 habitants)
- 1 sièges à pourvoir au conseil communautaire (Métropole Nice Côte d'Azur)

|                          | Jean-François Spinelli * | DVD            | 650   | 100,00 | 19 | 1 |  |  |
|                          |                          |                |       |        |    |   |  |  |
| Inscrits                 | Inscrits                 | Inscrits       | 1 286 | 100,00 |    |   |  |  |
| Abstentions              | Abstentions              | Abstentions    | 426   | 33,13  |    |   |  |  |
| Votants                  | Votants                  | Votants        | 860   | 66,87  |    |   |  |  |
| Blancs et nuls           | Blancs et nuls           | Blancs et nuls | 210   | 24,42  |    |   |  |  |
| Exprimés                 | Exprimés                 | Exprimés       | 650   | 75,58  |    |   |  |  |
| * Liste du maire sortant |                          |                |       |        |    |   |  |  |

### Châteauneuf-Grasse
- Maire sortant : Jean-Pierre Maurin (UDI)
- 23 sièges à pourvoir au conseil municipal (population légale 2011 : 3 213 habitants)
- 2 sièges à pourvoir au conseil communautaire (CA Sophia Antipolis)

|                | Emmanuel Delmotte | SE             | 787   | 54,31  | 18 | 2 |  |  |
|                | Aline Zani        | SE             | 662   | 45,68  | 5  |   |  |  |
|                |                   |                |       |        |    |   |  |  |
| Inscrits       | Inscrits          | Inscrits       | 2 216 | 100,00 |    |   |  |  |
| Abstentions    | Abstentions       | Abstentions    | 720   | 32,49  |    |   |  |  |
| Votants        | Votants           | Votants        | 1 496 | 67,51  |    |   |  |  |
| Blancs et nuls | Blancs et nuls    | Blancs et nuls | 47    | 3,14   |    |   |  |  |
| Exprimés       | Exprimés          | Exprimés       | 1 449 | 96,86  |    |   |  |  |

### Colomars
- Maire sortant : Isabelle Brès (UMP)
- 23 sièges à pourvoir au conseil municipal (population légale 2011 : 3 330 habitants)
- 1 sièges à pourvoir au conseil communautaire (Métropole Nice Côte d'Azur)

|                          | Isabelle Brès * | DVD            | 885   | 52,08  | 18 | 1 |  |  |
|                          | Sylvie Chinca   | SE             | 563   | 33,13  | 4  |   |  |  |
|                          | Edith Giraud    | DVG            | 251   | 14,77  | 1  |   |  |  |
|                          |                 |                |       |        |    |   |  |  |
| Inscrits                 | Inscrits        | Inscrits       | 2 516 | 100,00 |    |   |  |  |
| Abstentions              | Abstentions     | Abstentions    | 748   | 29,73  |    |   |  |  |
| Votants                  | Votants         | Votants        | 1 768 | 70,27  |    |   |  |  |
| Blancs et nuls           | Blancs et nuls  | Blancs et nuls | 69    | 3,90   |    |   |  |  |
| Exprimés                 | Exprimés        | Exprimés       | 1 699 | 96,10  |    |   |  |  |
| * Liste du maire sortant |                 |                |       |        |    |   |  |  |

### Contes
- Maire sortant : Francis Tujague (PCF)
- 29 sièges à pourvoir au conseil municipal (population légale 2011 : 7 095 habitants)
- 4 sièges à pourvoir au conseil communautaire (CC du Pays des Paillons)

|                          | Francis Tujague *    | FG             | 2 598 | 66,46  | 25 | 4 |  |  |
|                          | Marc-André Carles    | SE             | 703   | 17,98  | 2  |   |  |  |
|                          | Christophe Ceragioli | SE             | 608   | 15,55  | 2  |   |  |  |
|                          |                      |                |       |        |    |   |  |  |
| Inscrits                 | Inscrits             | Inscrits       | 5 302 | 100,00 |    |   |  |  |
| Abstentions              | Abstentions          | Abstentions    | 1 236 | 23,31  |    |   |  |  |
| Votants                  | Votants              | Votants        | 4 066 | 76,69  |    |   |  |  |
| Blancs et nuls           | Blancs et nuls       | Blancs et nuls | 157   | 3,86   |    |   |  |  |
| Exprimés                 | Exprimés             | Exprimés       | 3 909 | 96,14  |    |   |  |  |
| * Liste du maire sortant |                      |                |       |        |    |   |  |  |

### Drap
- Maire sortant : Marc Morini (PCF)
- 27 sièges à pourvoir au conseil municipal (population légale 2011 : 4 297 habitants)
- 4 sièges à pourvoir au conseil communautaire (Métropole Nice Côte d'Azur)

|                          | Robert Nardelli | SE             | 1 363 | 60,09  | 22 | 3 |  |  |
|                          | Marc Morini *   | DVG            | 905   | 39,90  | 5  | 1 |  |  |
|                          |                 |                |       |        |    |   |  |  |
| Inscrits                 | Inscrits        | Inscrits       | 3 231 | 100,00 |    |   |  |  |
| Abstentions              | Abstentions     | Abstentions    | 907   | 28,07  |    |   |  |  |
| Votants                  | Votants         | Votants        | 2 324 | 71,93  |    |   |  |  |
| Blancs et nuls           | Blancs et nuls  | Blancs et nuls | 56    | 2,41   |    |   |  |  |
| Exprimés                 | Exprimés        | Exprimés       | 2 268 | 97,59  |    |   |  |  |
| * Liste du maire sortant |                 |                |       |        |    |   |  |  |

### Èze
- Maire sortant : Stéphane Cherki (DVD)
- 23 sièges à pourvoir au conseil municipal (population légale 2011 : 2 550 habitants)
- 1 sièges à pourvoir au conseil communautaire (Métropole Nice Côte d'Azur)

|                          | Stéphane Cherki * | DVD            | 1 059 | 100,00 | 23 | 1 |  |  |
|                          |                   |                |       |        |    |   |  |  |
| Inscrits                 | Inscrits          | Inscrits       | 2 289 | 100,00 |    |   |  |  |
| Abstentions              | Abstentions       | Abstentions    | 989   | 43,21  |    |   |  |  |
| Votants                  | Votants           | Votants        | 1 300 | 56,79  |    |   |  |  |
| Blancs et nuls           | Blancs et nuls    | Blancs et nuls | 241   | 18,54  |    |   |  |  |
| Exprimés                 | Exprimés          | Exprimés       | 1 059 | 81,46  |    |   |  |  |
| * Liste du maire sortant |                   |                |       |        |    |   |  |  |

### Falicon
- Maire sortant : Gisèle Kruppert (UMP)
- 19 sièges à pourvoir au conseil municipal (population légale 2011 : 1 907 habitants)
- 1 sièges à pourvoir au conseil communautaire (Métropole Nice Côte d'Azur)

|                          | Gisèle Kruppert * | UMP-UDI        | 891   | 100,00 | 19 | 1 |  |  |
|                          |                   |                |       |        |    |   |  |  |
| Inscrits                 | Inscrits          | Inscrits       | 1 647 | 100,00 |    |   |  |  |
| Abstentions              | Abstentions       | Abstentions    | 538   | 32,67  |    |   |  |  |
| Votants                  | Votants           | Votants        | 1 109 | 67,33  |    |   |  |  |
| Blancs et nuls           | Blancs et nuls    | Blancs et nuls | 218   | 19,66  |    |   |  |  |
| Exprimés                 | Exprimés          | Exprimés       | 891   | 80,34  |    |   |  |  |
| * Liste du maire sortant |                   |                |       |        |    |   |  |  |

### Gattières
- Maire sortant : Jean-Pierre Testi (PCF)
- 27 sièges à pourvoir au conseil municipal (population légale 2011 : 4 036 habitants)
- 1 sièges à pourvoir au conseil communautaire (Métropole Nice Côte d'Azur)

| Tête de liste  | Tête de liste       | Liste          | Premier tour | Premier tour | Second tour | Second tour | Sièges | Sièges |
| Tête de liste  | Tête de liste       | Liste          | Voix         | %            | Voix        | %           | CM     | CC     |
| -------------- | ------------------- | -------------- | ------------ | ------------ | ----------- | ----------- | ------ | ------ |
|                | Pascale Guit        | DVG            | 857          | 40,52        | 1 128       | 50,51       | 21     | 1      |
|                | Gilles Renoux       | DVD            | 585          | 27,65        | 1 128       | 50,51       | 21     | 1      |
|                | Jean-Michel Truglio | UMP            | 673          | 31,82        | 1 105       | 49,48       | 6      |        |
|                |                     |                |              |              |             |             |        |        |
| Inscrits       | Inscrits            | Inscrits       | 3 363        | 100,00       | 3 272       | 100,00      |        |        |
| Abstentions    | Abstentions         | Abstentions    | 1 129        | 33,57        | 963         | 29,43       |        |        |
| Votants        | Votants             | Votants        | 2 234        | 66,43        | 2 309       | 70,57       |        |        |
| Blancs et nuls | Blancs et nuls      | Blancs et nuls | 119          | 5,33         | 76          | 3,29        |        |        |
| Exprimés       | Exprimés            | Exprimés       | 2 115        | 94,67        | 2 233       | 96,71       |        |        |

### Gilette
- Maire sortant : Pierre-Guy Morani (UMP)
- 19 sièges à pourvoir au conseil municipal (population légale 2011 : 1 505 habitants)
- 1 sièges à pourvoir au conseil communautaire (Métropole Nice Côte d'Azur)

|                | Patricia Demas  | SE             | 515   | 58,58  | 16 | 1 |  |  |
|                | Max Biscroma    | SE             | 193   | 21,95  | 2  |   |  |  |
|                | Daniel Jaguelin | SE             | 171   | 19,45  | 1  |   |  |  |
|                |                 |                |       |        |    |   |  |  |
| Inscrits       | Inscrits        | Inscrits       | 1 211 | 100,00 |    |   |  |  |
| Abstentions    | Abstentions     | Abstentions    | 295   | 24,36  |    |   |  |  |
| Votants        | Votants         | Votants        | 916   | 75,64  |    |   |  |  |
| Blancs et nuls | Blancs et nuls  | Blancs et nuls | 37    | 4,04   |    |   |  |  |
| Exprimés       | Exprimés        | Exprimés       | 879   | 95,96  |    |   |  |  |

### Gorbio
- Maire sortant : Michel Isnard (SE)
- 15 sièges à pourvoir au conseil municipal (population légale 2011 : 1 294 habitants)
- 1 sièges à pourvoir au conseil communautaire (CA de la Riviera française)

|                          | Michel Isnard * | DVG            | 562   | 68,70  | 13 | 1 |  |  |
|                          | Fabrice Pastor  | UDI-MoDem      | 256   | 31,29  | 2  |   |  |  |
|                          |                 |                |       |        |    |   |  |  |
| Inscrits                 | Inscrits        | Inscrits       | 1 025 | 100,00 |    |   |  |  |
| Abstentions              | Abstentions     | Abstentions    | 185   | 18,05  |    |   |  |  |
| Votants                  | Votants         | Votants        | 840   | 81,95  |    |   |  |  |
| Blancs et nuls           | Blancs et nuls  | Blancs et nuls | 22    | 2,62   |    |   |  |  |
| Exprimés                 | Exprimés        | Exprimés       | 818   | 97,38  |    |   |  |  |
| * Liste du maire sortant |                 |                |       |        |    |   |  |  |

### Grasse
- Maire sortant : Jean-Pierre Leleux (UMP)
- 45 sièges à pourvoir au conseil municipal (population légale 2011 : 51 631 habitants)
- 24 sièges à pourvoir au conseil communautaire (CA du Pays de Grasse)

| Tête de liste  | Tête de liste                   | Liste          | Premier tour | Premier tour | Second tour | Second tour | Sièges | Sièges |
| Tête de liste  | Tête de liste                   | Liste          | Voix         | %            | Voix        | %           | CM     | CC     |
| -------------- | ------------------------------- | -------------- | ------------ | ------------ | ----------- | ----------- | ------ | ------ |
|                | Jérôme Viaud                    | UMP-UDI        | 6 056        | 33,41        | 7 883       | 41,47       | 32     | 17     |
|                | Paul Euziere                    | PS-PCF-EELV    | 4 208        | 23,21        | 7 341       | 38,62       | 9      | 5      |
|                | Philippe-Emmanuel De Fontmichel | DVD            | 2 663        | 14,69        | 7 341       | 38,62       | 9      | 5      |
|                | Stéphane Cassarini              | SE             | 1 380        | 7,61         | 7 341       | 38,62       | 9      | 5      |
|                | Jean-Marc Degioanni             | FN             | 3 816        | 21,05        | 3 784       | 19,90       | 4      | 2      |
|                |                                 |                |              |              |             |             |        |        |
| Inscrits       | Inscrits                        | Inscrits       | 31 914       | 100,00       | 32 008      | 100,00      |        |        |
| Abstentions    | Abstentions                     | Abstentions    | 13 356       | 41,85        | 12 574      | 39,28       |        |        |
| Votants        | Votants                         | Votants        | 18 558       | 58,15        | 19 434      | 60,72       |        |        |
| Blancs et nuls | Blancs et nuls                  | Blancs et nuls | 435          | 2,34         | 426         | 2,19        |        |        |
| Exprimés       | Exprimés                        | Exprimés       | 18 123       | 97,66        | 19 008      | 97,81       |        |        |

### L'Escarène
- Maire sortant : Pierre Donadey (UMP)
- 19 sièges à pourvoir au conseil municipal (population légale 2011 : 2 414 habitants)
- 3 sièges à pourvoir au conseil communautaire (CC du Pays des Paillons)

|                          | Pierre Donadey * | SE             | 943   | 67,74  | 16 | 3 |  |  |
|                          | Carole Guinard   | SE             | 449   | 32,25  | 3  |   |  |  |
|                          |                  |                |       |        |    |   |  |  |
| Inscrits                 | Inscrits         | Inscrits       | 1 976 | 100,00 |    |   |  |  |
| Abstentions              | Abstentions      | Abstentions    | 518   | 26,21  |    |   |  |  |
| Votants                  | Votants          | Votants        | 1 458 | 73,79  |    |   |  |  |
| Blancs et nuls           | Blancs et nuls   | Blancs et nuls | 66    | 4,53   |    |   |  |  |
| Exprimés                 | Exprimés         | Exprimés       | 1 392 | 95,47  |    |   |  |  |
| * Liste du maire sortant |                  |                |       |        |    |   |  |  |

### La Colle-sur-Loup
- Maire sortant : Christian Berkesse (UDI)
- 29 sièges à pourvoir au conseil municipal (population légale 2011 : 7 701 habitants)
- 2 sièges à pourvoir au conseil communautaire (CA Sophia Antipolis)

| Tête de liste            | Tête de liste        | Liste          | Premier tour | Premier tour | Second tour | Second tour | Sièges | Sièges |
| Tête de liste            | Tête de liste        | Liste          | Voix         | %            | Voix        | %           | CM     | CC     |
| ------------------------ | -------------------- | -------------- | ------------ | ------------ | ----------- | ----------- | ------ | ------ |
|                          | Jean Bernard Mion    | UMP            | 1 843        | 44,52        | 2 102       | 48,73       | 22     | 2      |
|                          | Christian Berkesse * | UDI            | 1 291        | 31,19        | 1 470       | 34,08       | 5      |        |
|                          | Bruno Ligonie        | FN             | 548          | 13,23        | 397         | 9,20        | 1      |        |
|                          | Pierre Hely          | DVG            | 457          | 11,04        | 344         | 7,97        | 1      |        |
|                          |                      |                |              |              |             |             |        |        |
| Inscrits                 | Inscrits             | Inscrits       | 6 352        | 100,00       | 6 352       | 100,00      |        |        |
| Abstentions              | Abstentions          | Abstentions    | 2 143        | 33,74        | 1 993       | 31,38       |        |        |
| Votants                  | Votants              | Votants        | 4 209        | 66,26        | 4 359       | 68,62       |        |        |
| Blancs et nuls           | Blancs et nuls       | Blancs et nuls | 70           | 1,66         | 46          | 1,06        |        |        |
| Exprimés                 | Exprimés             | Exprimés       | 4 139        | 98,34        | 4 313       | 98,94       |        |        |
| * Liste du maire sortant |                      |                |              |              |             |             |        |        |

### La Gaude
- Maire sortant : Michel Meïni (UMP)
- 29 sièges à pourvoir au conseil municipal (population légale 2011 : 6 836 habitants)
- 1 sièges à pourvoir au conseil communautaire (Métropole Nice Côte d'Azur)

|                          | Michel Meïni *   | DVD            | 1 898 | 51,33  | 22 | 1 |  |  |
|                          | Michel Dessus    | UMP-UDI        | 1 264 | 34,18  | 5  |   |  |  |
|                          | Frédéric Lefèvre | PS-PCF-EELV    | 535   | 14,47  | 2  |   |  |  |
|                          |                  |                |       |        |    |   |  |  |
| Inscrits                 | Inscrits         | Inscrits       | 5 278 | 100,00 |    |   |  |  |
| Abstentions              | Abstentions      | Abstentions    | 1 494 | 28,31  |    |   |  |  |
| Votants                  | Votants          | Votants        | 3 784 | 71,69  |    |   |  |  |
| Blancs et nuls           | Blancs et nuls   | Blancs et nuls | 87    | 2,30   |    |   |  |  |
| Exprimés                 | Exprimés         | Exprimés       | 3 697 | 97,70  |    |   |  |  |
| * Liste du maire sortant |                  |                |       |        |    |   |  |  |

### La Roquette-sur-Siagne
- Maire sortant : André Roatta (UMP)
- 29 sièges à pourvoir au conseil municipal (population légale 2011 : 5 106 habitants)
- 3 sièges à pourvoir au conseil communautaire (CA du Pays de Grasse)

| Tête de liste            | Tête de liste      | Liste          | Premier tour | Premier tour | Second tour | Second tour | Sièges | Sièges |
| Tête de liste            | Tête de liste      | Liste          | Voix         | %            | Voix        | %           | CM     | CC     |
| ------------------------ | ------------------ | -------------- | ------------ | ------------ | ----------- | ----------- | ------ | ------ |
|                          | André Roatta *     | UMP            | 1 123        | 42,96        | 1 296       | 49,84       | 22     | 2      |
|                          | Christian Ortega   | DVD            | 878          | 33,58        | 927         | 35,65       | 5      | 1      |
|                          | Stanislas Koziello | SE             | 613          | 23,45        | 377         | 14,50       | 2      |        |
|                          |                    |                |              |              |             |             |        |        |
| Inscrits                 | Inscrits           | Inscrits       | 4 060        | 100,00       | 4 062       | 100,00      |        |        |
| Abstentions              | Abstentions        | Abstentions    | 1 344        | 33,10        | 1 390       | 34,22       |        |        |
| Votants                  | Votants            | Votants        | 2 716        | 66,90        | 2 672       | 65,78       |        |        |
| Blancs et nuls           | Blancs et nuls     | Blancs et nuls | 102          | 3,76         | 72          | 2,69        |        |        |
| Exprimés                 | Exprimés           | Exprimés       | 2 614        | 96,24        | 2 600       | 97,31       |        |        |
| * Liste du maire sortant |                    |                |              |              |             |             |        |        |

### La Trinité
- Maire sortant : Jean-Louis Scoffié (UMP)
- 33 sièges à pourvoir au conseil municipal (population légale 2011 : 10 230 habitants)
- 2 sièges à pourvoir au conseil communautaire (Métropole Nice Côte d'Azur)

| Tête de liste  | Tête de liste      | Liste          | Premier tour | Premier tour | Second tour | Second tour | Sièges | Sièges |
| Tête de liste  | Tête de liste      | Liste          | Voix         | %            | Voix        | %           | CM     | CC     |
| -------------- | ------------------ | -------------- | ------------ | ------------ | ----------- | ----------- | ------ | ------ |
|                | Jean-Paul Dalmasso | UMP-UDI        | 1 619        | 34,93        | 2 256       | 45,99       | 25     | 2      |
|                | Ladislas Polski    | MRC - PS-EELV  | 1 173        | 25,31        | 2 086       | 42,52       | 7      |        |
|                | Adeline Mouton     | FG             | 584          | 12,60        | 2 086       | 42,52       | 7      |        |
|                | Alexandre Mascagni | FN             | 914          | 19,72        | 563         | 11,47       | 1      |        |
|                | Gilles Rainero     | SE             | 344          | 7,42         |             |             |        |        |
|                |                    |                |              |              |             |             |        |        |
| Inscrits       | Inscrits           | Inscrits       | 7 222        | 100,00       | 7 222       | 100,00      |        |        |
| Abstentions    | Abstentions        | Abstentions    | 2 486        | 34,42        | 2 220       | 30,74       |        |        |
| Votants        | Votants            | Votants        | 4 736        | 65,58        | 5 002       | 69,26       |        |        |
| Blancs et nuls | Blancs et nuls     | Blancs et nuls | 102          | 2,15         | 97          | 1,94        |        |        |
| Exprimés       | Exprimés           | Exprimés       | 4 634        | 97,85        | 4 905       | 98,06       |        |        |

### La Turbie
- Maire sortant : Nicolas Bassani (UMP)
- 23 sièges à pourvoir au conseil municipal (population légale 2011 : 3 194 habitants)
- 2 sièges à pourvoir au conseil communautaire (CA de la Riviera française)

| Tête de liste  | Tête de liste            | Liste          | Premier tour | Premier tour | Second tour | Second tour | Sièges | Sièges |
| Tête de liste  | Tête de liste            | Liste          | Voix         | %            | Voix        | %           | CM     | CC     |
| -------------- | ------------------------ | -------------- | ------------ | ------------ | ----------- | ----------- | ------ | ------ |
|                | Jean-Jacques Raffaele    | UMP            | 752          | 43,44        | 851         | 46,75       | 17     | 2      |
|                | André-François Pellegrin | SE             | 653          | 37,72        | 745         | 40,93       | 5      |        |
|                | Jean-Philippe Gispalou   | SE             | 326          | 18,83        | 224         | 12,30       | 1      |        |
|                |                          |                |              |              |             |             |        |        |
| Inscrits       | Inscrits                 | Inscrits       | 2 673        | 100,00       | 2 674       | 100,00      |        |        |
| Abstentions    | Abstentions              | Abstentions    | 894          | 33,45        | 824         | 30,82       |        |        |
| Votants        | Votants                  | Votants        | 1 779        | 66,55        | 1 850       | 69,18       |        |        |
| Blancs et nuls | Blancs et nuls           | Blancs et nuls | 48           | 2,70         | 30          | 1,62        |        |        |
| Exprimés       | Exprimés                 | Exprimés       | 1 731        | 97,30        | 1 820       | 98,38       |        |        |

### Lantosque
- Maire sortant : Jean Thaon (UMP)
- 15 sièges à pourvoir au conseil municipal (population légale 2011 : 1 336 habitants)
- 1 sièges à pourvoir au conseil communautaire (Métropole Nice Côte d'Azur)

|                          | Jean Thaon *   | SE             | 623   | 53,89  | 12 | 1 |  |  |
|                          | Alain Martel   | SE             | 533   | 46,10  | 3  |   |  |  |
|                          |                |                |       |        |    |   |  |  |
| Inscrits                 | Inscrits       | Inscrits       | 1 371 | 100,00 |    |   |  |  |
| Abstentions              | Abstentions    | Abstentions    | 192   | 14,00  |    |   |  |  |
| Votants                  | Votants        | Votants        | 1 179 | 86,00  |    |   |  |  |
| Blancs et nuls           | Blancs et nuls | Blancs et nuls | 23    | 1,95   |    |   |  |  |
| Exprimés                 | Exprimés       | Exprimés       | 1 156 | 98,05  |    |   |  |  |
| * Liste du maire sortant |                |                |       |        |    |   |  |  |

### Le Bar-sur-Loup
- Maire sortant : Richard Ribéro (DVD)
- 23 sièges à pourvoir au conseil municipal (population légale 2011 : 2 860 habitants)
- 2 sièges à pourvoir au conseil communautaire (CA Sophia Antipolis)

| Tête de liste            | Tête de liste     | Liste          | Premier tour | Premier tour | Second tour | Second tour | Sièges | Sièges |
| Tête de liste            | Tête de liste     | Liste          | Voix         | %            | Voix        | %           | CM     | CC     |
| ------------------------ | ----------------- | -------------- | ------------ | ------------ | ----------- | ----------- | ------ | ------ |
|                          | Richard Ribéro *  | DVD            | 660          | 44,71        | 802         | 56,67       | 18     | 2      |
|                          | Claude Kermorgant | SE             | 420          | 28,45        | 613         | 43,32       | 5      |        |
|                          | Frédéric Garcia   | SE             | 396          | 26,82        |             |             |        |        |
|                          |                   |                |              |              |             |             |        |        |
| Inscrits                 | Inscrits          | Inscrits       | 2 253        | 100,00       | 2 253       | 100,00      |        |        |
| Abstentions              | Abstentions       | Abstentions    | 702          | 31,16        | 770         | 34,18       |        |        |
| Votants                  | Votants           | Votants        | 1 551        | 68,84        | 1 483       | 65,82       |        |        |
| Blancs et nuls           | Blancs et nuls    | Blancs et nuls | 75           | 4,84         | 68          | 4,59        |        |        |
| Exprimés                 | Exprimés          | Exprimés       | 1 476        | 95,16        | 1 415       | 95,41       |        |        |
| * Liste du maire sortant |                   |                |              |              |             |             |        |        |

### Le Broc
- Maire sortant : Émile Tornatore (PCF)
- 15 sièges à pourvoir au conseil municipal (population légale 2011 : 1 346 habitants)
- 1 sièges à pourvoir au conseil communautaire (Métropole Nice Côte d'Azur)

|                | Phillipe Heura    | DVG            | 564   | 74,70  | 13 | 1 |  |  |
|                | Gérard Santolaria | UMP            | 191   | 25,29  | 2  |   |  |  |
|                |                   |                |       |        |    |   |  |  |
| Inscrits       | Inscrits          | Inscrits       | 1 105 | 100,00 |    |   |  |  |
| Abstentions    | Abstentions       | Abstentions    | 309   | 27,96  |    |   |  |  |
| Votants        | Votants           | Votants        | 796   | 72,04  |    |   |  |  |
| Blancs et nuls | Blancs et nuls    | Blancs et nuls | 41    | 5,15   |    |   |  |  |
| Exprimés       | Exprimés          | Exprimés       | 755   | 94,85  |    |   |  |  |

### Le Cannet
- Maire sortant : Michèle Tabarot (UMP)
- 43 sièges à pourvoir au conseil municipal (population légale 2011 : 42 754 habitants)
- 15 sièges à pourvoir au conseil communautaire (CA Cannes Pays de Lérins)

|                          | Michèle Tabarot *      | UMP            | 7 831  | 50,45  | 34 | 12 |  |  |
|                          | Julien Clos            | FN             | 2 983  | 19,21  | 4  | 1  |  |  |
|                          | Laurent Toulet         | DVD            | 2 204  | 14,19  | 3  | 1  |  |  |
|                          | José Garcia Abia       | PS-PCF-EELV    | 1 753  | 11,29  | 2  | 1  |  |  |
|                          | Jean Michel Bourdillon | FG             | 751    | 4,83   |    |    |  |  |
|                          |                        |                |        |        |    |    |  |  |
| Inscrits                 | Inscrits               | Inscrits       | 27 996 | 100,00 |    |    |  |  |
| Abstentions              | Abstentions            | Abstentions    | 12 074 | 43,13  |    |    |  |  |
| Votants                  | Votants                | Votants        | 15 922 | 56,87  |    |    |  |  |
| Blancs et nuls           | Blancs et nuls         | Blancs et nuls | 400    | 2,51   |    |    |  |  |
| Exprimés                 | Exprimés               | Exprimés       | 15 522 | 97,49  |    |    |  |  |
| * Liste du maire sortant |                        |                |        |        |    |    |  |  |

### Le Rouret
- Maire sortant : Gérald Lombardo (UMP)
- 27 sièges à pourvoir au conseil municipal (population légale 2011 : 3 887 habitants)
- 2 sièges à pourvoir au conseil communautaire (CA Sophia Antipolis)

|                          | Gérald Lombardo * | DVD            | 1 201 | 66,39  | 23 | 2 |  |  |
|                          | Daniel Fecourt    | DVD            | 608   | 33,60  | 4  |   |  |  |
|                          |                   |                |       |        |    |   |  |  |
| Inscrits                 | Inscrits          | Inscrits       | 3 010 | 100,00 |    |   |  |  |
| Abstentions              | Abstentions       | Abstentions    | 1 121 | 37,24  |    |   |  |  |
| Votants                  | Votants           | Votants        | 1 889 | 62,76  |    |   |  |  |
| Blancs et nuls           | Blancs et nuls    | Blancs et nuls | 80    | 4,24   |    |   |  |  |
| Exprimés                 | Exprimés          | Exprimés       | 1 809 | 95,76  |    |   |  |  |
| * Liste du maire sortant |                   |                |       |        |    |   |  |  |

### Le Tignet
- Maire sortant : François Balazun (UMP)
- 23 sièges à pourvoir au conseil municipal (population légale 2011 : 3 182 habitants)
- 3 sièges à pourvoir au conseil communautaire (CA du Pays de Grasse)

| Tête de liste            | Tête de liste      | Liste          | Premier tour | Premier tour | Second tour | Second tour | Sièges | Sièges |
| Tête de liste            | Tête de liste      | Liste          | Voix         | %            | Voix        | %           | CM     | CC     |
| ------------------------ | ------------------ | -------------- | ------------ | ------------ | ----------- | ----------- | ------ | ------ |
|                          | Claude Serra       | DVD            | 702          | 39,21        | 826         | 48,58       | 5      | 1      |
|                          | François Balazun * | DVD            | 606          | 33,85        | 874         | 51,41       | 18     | 2      |
|                          | Jean Cantoni       | SE             | 482          | 26,92        |             |             |        |        |
|                          |                    |                |              |              |             |             |        |        |
| Inscrits                 | Inscrits           | Inscrits       | 2 608        | 100,00       | 2 608       | 100,00      |        |        |
| Abstentions              | Abstentions        | Abstentions    | 765          | 29,33        | 785         | 30,10       |        |        |
| Votants                  | Votants            | Votants        | 1 843        | 70,67        | 1 823       | 69,90       |        |        |
| Blancs et nuls           | Blancs et nuls     | Blancs et nuls | 53           | 2,88         | 123         | 6,75        |        |        |
| Exprimés                 | Exprimés           | Exprimés       | 1 790        | 97,12        | 1 700       | 93,25       |        |        |
| * Liste du maire sortant |                    |                |              |              |             |             |        |        |

### Levens
- Maire sortant : Antoine Véran (UMP)
- 27 sièges à pourvoir au conseil municipal (population légale 2011 : 4 709 habitants)
- 1 sièges à pourvoir au conseil communautaire (Métropole Nice Côte d'Azur)

|                          | Antoine Véran * | UMP            | 1 601 | 55,41  | 21 | 1 |  |  |
|                          | Gilbert Bovis   | SE             | 1 288 | 44,58  | 6  |   |  |  |
|                          |                 |                |       |        |    |   |  |  |
| Inscrits                 | Inscrits        | Inscrits       | 4 013 | 100,00 |    |   |  |  |
| Abstentions              | Abstentions     | Abstentions    | 990   | 24,67  |    |   |  |  |
| Votants                  | Votants         | Votants        | 3 023 | 75,33  |    |   |  |  |
| Blancs et nuls           | Blancs et nuls  | Blancs et nuls | 134   | 4,43   |    |   |  |  |
| Exprimés                 | Exprimés        | Exprimés       | 2 889 | 95,57  |    |   |  |  |
| * Liste du maire sortant |                 |                |       |        |    |   |  |  |

### Lucéram
- Maire sortant : André Gal (DVG)
- 15 sièges à pourvoir au conseil municipal (population légale 2011 : 1 224 habitants)
- 3 sièges à pourvoir au conseil communautaire (CC du Pays des Paillons)

|                | Michel Calmet    | SE             | 418   | 52,25  | 12 | 2 |  |  |
|                | Jean Nicolas     | SE             | 262   | 32,75  | 2  | 1 |  |  |
|                | Bernard Fruchier | SE             | 120   | 15,00  | 1  |   |  |  |
|                |                  |                |       |        |    |   |  |  |
| Inscrits       | Inscrits         | Inscrits       | 1 069 | 100,00 |    |   |  |  |
| Abstentions    | Abstentions      | Abstentions    | 237   | 22,17  |    |   |  |  |
| Votants        | Votants          | Votants        | 832   | 77,83  |    |   |  |  |
| Blancs et nuls | Blancs et nuls   | Blancs et nuls | 32    | 3,85   |    |   |  |  |
| Exprimés       | Exprimés         | Exprimés       | 800   | 96,15  |    |   |  |  |

### Mandelieu-la-Napoule
- Maire sortant : Henri Leroy (UMP)
- 35 sièges à pourvoir au conseil municipal (population légale 2011 : 22 004 habitants)
- 9 sièges à pourvoir au conseil communautaire (CA Cannes Pays de Lérins)

|                          | Henri Leroy *      | UMP            | 6 689  | 56,67  | 29 | 8 |  |  |
|                          | Jean-Valéry Desens | DVD            | 2 940  | 24,90  | 4  | 1 |  |  |
|                          | Cédric Aimasso     | FN             | 1 401  | 11,86  | 2  |   |  |  |
|                          | Chantal Maimon     | PRG-PS-EELV    | 423    | 3,58   |    |   |  |  |
|                          | Hervé Lavisse      | FG             | 350    | 2,96   |    |   |  |  |
|                          |                    |                |        |        |    |   |  |  |
| Inscrits                 | Inscrits           | Inscrits       | 17 632 | 100,00 |    |   |  |  |
| Abstentions              | Abstentions        | Abstentions    | 5 522  | 31,32  |    |   |  |  |
| Votants                  | Votants            | Votants        | 12 110 | 68,68  |    |   |  |  |
| Blancs et nuls           | Blancs et nuls     | Blancs et nuls | 307    | 2,54   |    |   |  |  |
| Exprimés                 | Exprimés           | Exprimés       | 11 803 | 97,46  |    |   |  |  |
| * Liste du maire sortant |                    |                |        |        |    |   |  |  |

### Menton
- Maire sortant : Jean-Claude Guibal (UMP)
- 35 sièges à pourvoir au conseil municipal (population légale 2011 : 28 926 habitants)
- 18 sièges à pourvoir au conseil communautaire (CA de la Riviera française)

| Tête de liste            | Tête de liste         | Liste          | Premier tour | Premier tour | Second tour | Second tour | Sièges | Sièges |
| Tête de liste            | Tête de liste         | Liste          | Voix         | %            | Voix        | %           | CM     | CC     |
| ------------------------ | --------------------- | -------------- | ------------ | ------------ | ----------- | ----------- | ------ | ------ |
|                          | Jean-Claude Guibal *  | UMP-UDI        | 5 020        | 38,79        | 5 720       | 44,47       | 26     | 14     |
|                          | Lydia Schenardi       | FN             | 2 892        | 22,35        | 3 427       | 26,64       | 5      | 2      |
|                          | Pascale Gerard        | PS-PRG-EELV    | 1 873        | 14,47        | 1 974       | 15,34       | 2      | 1      |
|                          | Patrice Novelli       | DVD            | 1 806        | 13,95        | 1 740       | 13,52       | 2      | 1      |
|                          | Jean-Michel Oberto    | DVD            | 732          | 5,65         |             |             |        |        |
|                          | Jean-Michel Cucinelli | FG             | 616          | 4,76         |             |             |        |        |
|                          |                       |                |              |              |             |             |        |        |
| Inscrits                 | Inscrits              | Inscrits       | 21 567       | 100,00       | 21 567      | 100,00      |        |        |
| Abstentions              | Abstentions           | Abstentions    | 8 180        | 37,93        | 8 183       | 37,94       |        |        |
| Votants                  | Votants               | Votants        | 13 387       | 62,07        | 13 384      | 62,06       |        |        |
| Blancs et nuls           | Blancs et nuls        | Blancs et nuls | 448          | 3,35         | 523         | 3,91        |        |        |
| Exprimés                 | Exprimés              | Exprimés       | 12 939       | 96,65        | 12 861      | 96,09       |        |        |
| * Liste du maire sortant |                       |                |              |              |             |             |        |        |

### Mouans-Sartoux
- Maire sortant : André Aschieri (EELV)
- 33 sièges à pourvoir au conseil municipal (population légale 2011 : 10 274 habitants)
- 6 sièges à pourvoir au conseil communautaire (CA du Pays de Grasse)

|                          | André Aschieri *   | PS-EELV        | 3 623 | 70,41  | 28 | 5 |  |  |
|                          | Christophe Chalier | UMP            | 1 522 | 29,58  | 5  | 1 |  |  |
|                          |                    |                |       |        |    |   |  |  |
| Inscrits                 | Inscrits           | Inscrits       | 8 090 | 100,00 |    |   |  |  |
| Abstentions              | Abstentions        | Abstentions    | 2 779 | 34,35  |    |   |  |  |
| Votants                  | Votants            | Votants        | 5 311 | 65,65  |    |   |  |  |
| Blancs et nuls           | Blancs et nuls     | Blancs et nuls | 166   | 3,13   |    |   |  |  |
| Exprimés                 | Exprimés           | Exprimés       | 5 145 | 96,87  |    |   |  |  |
| * Liste du maire sortant |                    |                |       |        |    |   |  |  |

### Mougins
- Maire sortant : Richard Galy (UMP)
- 33 sièges à pourvoir au conseil municipal (population légale 2011 : 18 516 habitants)
- 7 sièges à pourvoir au conseil communautaire (CA Cannes Pays de Lérins)

|                          | Richard Galy *  | UMP-UDI        | 5 928  | 84,32  | 31 | 7 |  |  |
|                          | Paul De Coninck | EELV-PS-PCF    | 1 102  | 15,67  | 2  |   |  |  |
|                          |                 |                |        |        |    |   |  |  |
| Inscrits                 | Inscrits        | Inscrits       | 14 157 | 100,00 |    |   |  |  |
| Abstentions              | Abstentions     | Abstentions    | 6 577  | 46,46  |    |   |  |  |
| Votants                  | Votants         | Votants        | 7 580  | 53,54  |    |   |  |  |
| Blancs et nuls           | Blancs et nuls  | Blancs et nuls | 550    | 7,26   |    |   |  |  |
| Exprimés                 | Exprimés        | Exprimés       | 7 030  | 92,74  |    |   |  |  |
| * Liste du maire sortant |                 |                |        |        |    |   |  |  |

### Nice
- Maire sortant : Christian Estrosi (UMP)
- 69 sièges à pourvoir au conseil municipal (population légale 2011 : 344 064 habitants)
- 65 sièges à pourvoir au conseil communautaire (Métropole Nice Côte d'Azur)

| Tête de liste            | Tête de liste           | Liste          | Premier tour | Premier tour | Second tour | Second tour | Sièges | Sièges |
| Tête de liste            | Tête de liste           | Liste          | Voix         | %            | Voix        | %           | CM     | CC     |
| ------------------------ | ----------------------- | -------------- | ------------ | ------------ | ----------- | ----------- | ------ | ------ |
|                          | Christian Estrosi *     | UMP-UDI        | 51 653       | 44,98        | 54 573      | 48,61       | 52     | 49     |
|                          | Marie-Christine Arnautu | FN             | 17 910       | 15,59        | 23 691      | 21,10       | 7      | 7      |
|                          | Patrick Allemand        | PS-EELV-MRC    | 17 514       | 15,25        | 20 033      | 17,84       | 6      | 5      |
|                          | Olivier Bettati         | SE             | 11 632       | 10,12        | 13 947      | 12,42       | 4      | 4      |
|                          | Robert Injey            | FG             | 6 178        | 5,38         |             |             |        |        |
|                          | Philippe Vardon         | NR             | 5 095        | 4,43         |             |             |        |        |
|                          | Jacques Peyrat          | DVD            | 4 239        | 3,69         |             |             |        |        |
|                          | Michel Cotta            | FN diss.       | 610          | 0,53         |             |             |        |        |
|                          |                         |                |              |              |             |             |        |        |
| Inscrits                 | Inscrits                | Inscrits       | 218 184      | 100,00       | 218 513     | 100,00      |        |        |
| Abstentions              | Abstentions             | Abstentions    | 99 973       | 45,82        | 101 819     | 46,60       |        |        |
| Votants                  | Votants                 | Votants        | 118 211      | 54,18        | 116 694     | 53,40       |        |        |
| Blancs et nuls           | Blancs et nuls          | Blancs et nuls | 3 380        | 2,86         | 4 450       | 3,81        |        |        |
| Exprimés                 | Exprimés                | Exprimés       | 114 831      | 97,14        | 112 244     | 96,19       |        |        |
| * Liste du maire sortant |                         |                |              |              |             |             |        |        |

### Opio
- Maire sortant : Thierry Occelli (DVD)
- 19 sièges à pourvoir au conseil municipal (population légale 2011 : 2 142 habitants)
- 1 sièges à pourvoir au conseil communautaire (CA Sophia Antipolis)

|                          | Thierry Occelli * | UMP            | 955   | 100,00 | 19 | 1 |  |  |
|                          |                   |                |       |        |    |   |  |  |
| Inscrits                 | Inscrits          | Inscrits       | 1 720 | 100,00 |    |   |  |  |
| Abstentions              | Abstentions       | Abstentions    | 689   | 40,06  |    |   |  |  |
| Votants                  | Votants           | Votants        | 1 031 | 59,94  |    |   |  |  |
| Blancs et nuls           | Blancs et nuls    | Blancs et nuls | 76    | 7,37   |    |   |  |  |
| Exprimés                 | Exprimés          | Exprimés       | 955   | 92,63  |    |   |  |  |
| * Liste du maire sortant |                   |                |       |        |    |   |  |  |

### Pégomas
- Maire sortant : Gilbert Pibou (UMP)
- 29 sièges à pourvoir au conseil municipal (population légale 2011 : 7 047 habitants)
- 4 sièges à pourvoir au conseil communautaire (CA du Pays de Grasse)

| Tête de liste            | Tête de liste    | Liste          | Premier tour | Premier tour | Second tour | Second tour | Sièges | Sièges |
| Tête de liste            | Tête de liste    | Liste          | Voix         | %            | Voix        | %           | CM     | CC     |
| ------------------------ | ---------------- | -------------- | ------------ | ------------ | ----------- | ----------- | ------ | ------ |
|                          | Gilbert Pibou *  | DVD            | 1 366        | 38,69        | 1 777       | 47,60       | 22     | 3      |
|                          | Stéphane Rioux   | FN             | 878          | 24,87        | 1 169       | 31,31       | 4      | 1      |
|                          | Christine Welker | DVD            | 531          | 15,04        | 1 169       | 31,31       | 4      | 1      |
|                          | Béatrice Ferrero | SE             | 755          | 21,38        | 787         | 21,08       | 3      |        |
|                          |                  |                |              |              |             |             |        |        |
| Inscrits                 | Inscrits         | Inscrits       | 5 521        | 100,00       | 5 521       | 100,00      |        |        |
| Abstentions              | Abstentions      | Abstentions    | 1 832        | 33,18        | 1 695       | 30,70       |        |        |
| Votants                  | Votants          | Votants        | 3 689        | 66,82        | 3 826       | 69,30       |        |        |
| Blancs et nuls           | Blancs et nuls   | Blancs et nuls | 159          | 4,31         | 93          | 2,43        |        |        |
| Exprimés                 | Exprimés         | Exprimés       | 3 530        | 95,69        | 3 733       | 97,57       |        |        |
| * Liste du maire sortant |                  |                |              |              |             |             |        |        |

### Peille
- Maire sortant : Stéphane Sainsaulieu (NC)
- 19 sièges à pourvoir au conseil municipal (population légale 2011 : 2 304 habitants)
- 3 sièges à pourvoir au conseil communautaire (CC du Pays des Paillons)

|                          | Cyril Piazza           | DVD            | 644   | 50,70  | 15 | 2 |  |  |
|                          | Stéphane Sainsaulieu * | SE             | 349   | 27,48  | 2  | 1 |  |  |
|                          | Adrien Arsento         | SE             | 277   | 21,81  | 2  |   |  |  |
|                          |                        |                |       |        |    |   |  |  |
| Inscrits                 | Inscrits               | Inscrits       | 1 886 | 100,00 |    |   |  |  |
| Abstentions              | Abstentions            | Abstentions    | 564   | 29,90  |    |   |  |  |
| Votants                  | Votants                | Votants        | 1 322 | 70,10  |    |   |  |  |
| Blancs et nuls           | Blancs et nuls         | Blancs et nuls | 52    | 3,93   |    |   |  |  |
| Exprimés                 | Exprimés               | Exprimés       | 1 270 | 96,07  |    |   |  |  |
| * Liste du maire sortant |                        |                |       |        |    |   |  |  |

### Peillon
- Maire sortant : Pierre-Charles Maria (DVD)
- 15 sièges à pourvoir au conseil municipal (population légale 2011 : 1 410 habitants)
- 3 sièges à pourvoir au conseil communautaire (CC du Pays des Paillons)

|                | Jean-Marc Rancurel | SE             | 605   | 72,02  | 13 | 3 |  |  |
|                | Wilfried Segura    | SE             | 235   | 27,97  | 2  |   |  |  |
|                |                    |                |       |        |    |   |  |  |
| Inscrits       | Inscrits           | Inscrits       | 1 109 | 100,00 |    |   |  |  |
| Abstentions    | Abstentions        | Abstentions    | 242   | 21,82  |    |   |  |  |
| Votants        | Votants            | Votants        | 867   | 78,18  |    |   |  |  |
| Blancs et nuls | Blancs et nuls     | Blancs et nuls | 27    | 3,11   |    |   |  |  |
| Exprimés       | Exprimés           | Exprimés       | 840   | 96,89  |    |   |  |  |

### Peymeinade
- Maire sortant : Françoise Brousteau (DVG)
- 29 sièges à pourvoir au conseil municipal (population légale 2011 : 7 913 habitants)
- 5 sièges à pourvoir au conseil communautaire (CA du Pays de Grasse)

| Tête de liste            | Tête de liste         | Liste          | Premier tour | Premier tour | Second tour | Second tour | Sièges | Sièges |
| Tête de liste            | Tête de liste         | Liste          | Voix         | %            | Voix        | %           | CM     | CC     |
| ------------------------ | --------------------- | -------------- | ------------ | ------------ | ----------- | ----------- | ------ | ------ |
|                          | Gérard Delhomez       | DVD            | 1 545        | 37,94        | 1 893       | 44,18       | 21     | 4      |
|                          | Françoise Brousteau * | SE             | 1 357        | 33,32        | 1 674       | 39,07       | 6      | 1      |
|                          | Éliette Trouche       | UMP            | 1 170        | 28,73        | 717         | 16,73       | 2      |        |
|                          |                       |                |              |              |             |             |        |        |
| Inscrits                 | Inscrits              | Inscrits       | 6 285        | 100,00       | 6 285       | 100,00      |        |        |
| Abstentions              | Abstentions           | Abstentions    | 2 059        | 32,76        | 1 907       | 30,34       |        |        |
| Votants                  | Votants               | Votants        | 4 226        | 67,24        | 4 378       | 69,66       |        |        |
| Blancs et nuls           | Blancs et nuls        | Blancs et nuls | 154          | 3,64         | 94          | 2,15        |        |        |
| Exprimés                 | Exprimés              | Exprimés       | 4 072        | 96,36        | 4 284       | 97,85       |        |        |
| * Liste du maire sortant |                       |                |              |              |             |             |        |        |

### Puget-Théniers
- Maire sortant : Robert Velay (UMP)
- 19 sièges à pourvoir au conseil municipal (population légale 2011 : 1 820 habitants)
- 8 sièges à pourvoir au conseil communautaire (CC Alpes d'Azur)

|                          | Robert Velay *  | SE             | 649   | 61,69  | 16 | 7 |  |  |
|                          | Nathalie Grilli | SE             | 273   | 25,95  | 2  | 1 |  |  |
|                          | Gérard Bertrand | FN             | 130   | 12,35  | 1  |   |  |  |
|                          |                 |                |       |        |    |   |  |  |
| Inscrits                 | Inscrits        | Inscrits       | 1 352 | 100,00 |    |   |  |  |
| Abstentions              | Abstentions     | Abstentions    | 236   | 17,46  |    |   |  |  |
| Votants                  | Votants         | Votants        | 1 116 | 82,54  |    |   |  |  |
| Blancs et nuls           | Blancs et nuls  | Blancs et nuls | 64    | 5,73   |    |   |  |  |
| Exprimés                 | Exprimés        | Exprimés       | 1 052 | 94,27  |    |   |  |  |
| * Liste du maire sortant |                 |                |       |        |    |   |  |  |

### Roquebillière
- Maire sortant : Gérard Manfredi (UMP)
- 19 sièges à pourvoir au conseil municipal (population légale 2011 : 1 712 habitants)
- 1 sièges à pourvoir au conseil communautaire (Métropole Nice Côte d'Azur)

|                          | Gérard Manfredi * | SE             | 1 004 | 82,83  | 18 | 1 |  |  |
|                          | Jérôme Evain      | SE             | 208   | 17,16  | 1  |   |  |  |
|                          |                   |                |       |        |    |   |  |  |
| Inscrits                 | Inscrits          | Inscrits       | 1 613 | 100,00 |    |   |  |  |
| Abstentions              | Abstentions       | Abstentions    | 288   | 17,85  |    |   |  |  |
| Votants                  | Votants           | Votants        | 1 325 | 82,15  |    |   |  |  |
| Blancs et nuls           | Blancs et nuls    | Blancs et nuls | 113   | 8,53   |    |   |  |  |
| Exprimés                 | Exprimés          | Exprimés       | 1 212 | 91,47  |    |   |  |  |
| * Liste du maire sortant |                   |                |       |        |    |   |  |  |

### Roquebrune-Cap-Martin
- Maire sortant : Patrick Césari (UMP)
- 33 sièges à pourvoir au conseil municipal (population légale 2011 : 12 450 habitants)
- 8 sièges à pourvoir au conseil communautaire (CA de la Riviera française)

|                          | Patrick Césari *                  | UMP            | 3 319 | 66,98  | 28 | 7 |  |  |
|                          | Marie-Christine Franc De Ferriere | SE             | 1 145 | 23,10  | 4  | 1 |  |  |
|                          | Francis Leborgne                  | PS-PCF-EELV    | 491   | 9,90   | 1  |   |  |  |
|                          |                                   |                |       |        |    |   |  |  |
| Inscrits                 | Inscrits                          | Inscrits       | 9 388 | 100,00 |    |   |  |  |
| Abstentions              | Abstentions                       | Abstentions    | 4 248 | 45,25  |    |   |  |  |
| Votants                  | Votants                           | Votants        | 5 140 | 54,75  |    |   |  |  |
| Blancs et nuls           | Blancs et nuls                    | Blancs et nuls | 185   | 3,60   |    |   |  |  |
| Exprimés                 | Exprimés                          | Exprimés       | 4 955 | 96,40  |    |   |  |  |
| * Liste du maire sortant |                                   |                |       |        |    |   |  |  |

### Roquefort-les-Pins
- Maire sortant : Michel Rossi (UMP)
- 29 sièges à pourvoir au conseil municipal (population légale 2011 : 6 289 habitants)
- 2 sièges à pourvoir au conseil communautaire (CA Sophia Antipolis)

|                          | Michel Rossi * | UMP            | 2 466 | 100,00 | 29 | 2 |  |  |
|                          |                |                |       |        |    |   |  |  |
| Inscrits                 | Inscrits       | Inscrits       | 5 179 | 100,00 |    |   |  |  |
| Abstentions              | Abstentions    | Abstentions    | 2 315 | 44,70  |    |   |  |  |
| Votants                  | Votants        | Votants        | 2 864 | 55,30  |    |   |  |  |
| Blancs et nuls           | Blancs et nuls | Blancs et nuls | 398   | 13,90  |    |   |  |  |
| Exprimés                 | Exprimés       | Exprimés       | 2 466 | 86,10  |    |   |  |  |
| * Liste du maire sortant |                |                |       |        |    |   |  |  |

### Saint-André de la Roche
- Maire sortant : Honoré Colomas (UMP)
- 29 sièges à pourvoir au conseil municipal (population légale 2011 : 5 286 habitants)
- 1 sièges à pourvoir au conseil communautaire (Métropole Nice Côte d'Azur)

|                          | Honoré Colomas * | DVD            | 1 618 | 100,00 | 29 | 1 |  |  |
|                          |                  |                |       |        |    |   |  |  |
| Inscrits                 | Inscrits         | Inscrits       | 3 648 | 100,00 |    |   |  |  |
| Abstentions              | Abstentions      | Abstentions    | 1 730 | 47,42  |    |   |  |  |
| Votants                  | Votants          | Votants        | 1 918 | 52,58  |    |   |  |  |
| Blancs et nuls           | Blancs et nuls   | Blancs et nuls | 300   | 15,64  |    |   |  |  |
| Exprimés                 | Exprimés         | Exprimés       | 1 618 | 84,36  |    |   |  |  |
| * Liste du maire sortant |                  |                |       |        |    |   |  |  |

### Saint-Cézaire-sur-Siagne
- Maire sortant : Maxime Coullet (DVD)
- 27 sièges à pourvoir au conseil municipal (population légale 2011 : 3 692 habitants)
- 3 sièges à pourvoir au conseil communautaire (CA du Pays de Grasse)

| Tête de liste  | Tête de liste       | Liste          | Premier tour | Premier tour | Second tour | Second tour | Sièges | Sièges |
| Tête de liste  | Tête de liste       | Liste          | Voix         | %            | Voix        | %           | CM     | CC     |
| -------------- | ------------------- | -------------- | ------------ | ------------ | ----------- | ----------- | ------ | ------ |
|                | Claude Blanc        | SE             | 1 058        | 46,06        | 1 195       | 53,11       | 21     | 3      |
|                | Thierry Pais        | SE             | 418          | 18,19        | 470         | 20,88       | 3      |        |
|                | Jean-Pierre Goletto | SE             | 410          | 17,84        | 335         | 14,88       | 2      |        |
|                | Bastien Foncel      | FN             | 262          | 11,40        | 250         | 11,11       | 1      |        |
|                | Henri Spies         | SE             | 149          | 6,48         |             |             |        |        |
|                |                     |                |              |              |             |             |        |        |
| Inscrits       | Inscrits            | Inscrits       | 3 100        | 100,00       | 3 100       | 100,00      |        |        |
| Abstentions    | Abstentions         | Abstentions    | 744          | 24,00        | 811         | 26,16       |        |        |
| Votants        | Votants             | Votants        | 2 356        | 76,00        | 2 289       | 73,84       |        |        |
| Blancs et nuls | Blancs et nuls      | Blancs et nuls | 59           | 2,50         | 39          | 1,70        |        |        |
| Exprimés       | Exprimés            | Exprimés       | 2 297        | 97,50        | 2 250       | 98,30       |        |        |

### Saint-Étienne-de-Tinée
- Maire sortant : Thérèse Fabron (UMP)
- 15 sièges à pourvoir au conseil municipal (population légale 2011 : 1 296 habitants)
- 1 sièges à pourvoir au conseil communautaire (Métropole Nice Côte d'Azur)

|                | Colette Fabron | SE             | 674   | 52,24  | 12 | 1 |  |  |
|                | Georges Brun   | DVD            | 616   | 47,75  | 3  |   |  |  |
|                |                |                |       |        |    |   |  |  |
| Inscrits       | Inscrits       | Inscrits       | 1 534 | 100,00 |    |   |  |  |
| Abstentions    | Abstentions    | Abstentions    | 190   | 12,39  |    |   |  |  |
| Votants        | Votants        | Votants        | 1 344 | 87,61  |    |   |  |  |
| Blancs et nuls | Blancs et nuls | Blancs et nuls | 54    | 4,02   |    |   |  |  |
| Exprimés       | Exprimés       | Exprimés       | 1 290 | 95,98  |    |   |  |  |

### Saint-Jean-Cap-Ferrat
- Maire sortant : Marlène Cesarini (DVD)
- 19 sièges à pourvoir au conseil municipal (population légale 2011 : 2 014 habitants)
- 1 sièges à pourvoir au conseil communautaire (Métropole Nice Côte d'Azur)

|                          | Jean-François Dieterich   | SE             | 738   | 51,93  | 15 | 1 |  |  |
|                          | Marlène Cesarini-Tofani * | UMP            | 683   | 48,06  | 4  |   |  |  |
|                          |                           |                |       |        |    |   |  |  |
| Inscrits                 | Inscrits                  | Inscrits       | 2 088 | 100,00 |    |   |  |  |
| Abstentions              | Abstentions               | Abstentions    | 643   | 30,80  |    |   |  |  |
| Votants                  | Votants                   | Votants        | 1 445 | 69,20  |    |   |  |  |
| Blancs et nuls           | Blancs et nuls            | Blancs et nuls | 24    | 1,66   |    |   |  |  |
| Exprimés                 | Exprimés                  | Exprimés       | 1 421 | 98,34  |    |   |  |  |
| * Liste du maire sortant |                           |                |       |        |    |   |  |  |

### Saint-Jeannet
- Maire sortant : Jean-Michel Sempéré (UMP)
- 27 sièges à pourvoir au conseil municipal (population légale 2011 : 3 783 habitants)
- 1 sièges à pourvoir au conseil communautaire (Métropole Nice Côte d'Azur)

| Tête de liste            | Tête de liste         | Liste          | Premier tour | Premier tour | Second tour | Second tour | Sièges | Sièges |
| Tête de liste            | Tête de liste         | Liste          | Voix         | %            | Voix        | %           | CM     | CC     |
| ------------------------ | --------------------- | -------------- | ------------ | ------------ | ----------- | ----------- | ------ | ------ |
|                          | Jean-Michel Sempéré * | DVD            | 915          | 40,79        | 1 247       | 53,98       | 21     | 1      |
|                          | Gérard Nirascou       | DVD            | 807          | 35,97        | 1 063       | 46,01       | 6      |        |
|                          | Jean-Marie Thorel     | SE             | 322          | 14,35        | 1 063       | 46,01       | 6      |        |
|                          | Jean-Paul Hansberger  | SE             | 199          | 8,87         |             |             |        |        |
|                          |                       |                |              |              |             |             |        |        |
| Inscrits                 | Inscrits              | Inscrits       | 3 333        | 100,00       | 3 332       | 100,00      |        |        |
| Abstentions              | Abstentions           | Abstentions    | 1 015        | 30,45        | 933         | 28,00       |        |        |
| Votants                  | Votants               | Votants        | 2 318        | 69,55        | 2 399       | 72,00       |        |        |
| Blancs et nuls           | Blancs et nuls        | Blancs et nuls | 75           | 3,24         | 89          | 3,71        |        |        |
| Exprimés                 | Exprimés              | Exprimés       | 2 243        | 96,76        | 2 310       | 96,29       |        |        |
| * Liste du maire sortant |                       |                |              |              |             |             |        |        |

### Saint-Laurent-du-Var
- Maire sortant : Henri Revel (UMP)
- 35 sièges à pourvoir au conseil municipal (population légale 2011 : 29 942 habitants)
- 6 sièges à pourvoir au conseil communautaire (Métropole Nice Côte d'Azur)

| Tête de liste            | Tête de liste   | Liste          | Premier tour | Premier tour | Second tour | Second tour | Sièges | Sièges |
| Tête de liste            | Tête de liste   | Liste          | Voix         | %            | Voix        | %           | CM     | CC     |
| ------------------------ | --------------- | -------------- | ------------ | ------------ | ----------- | ----------- | ------ | ------ |
|                          | Henri Revel *   | UMP            | 4 065        | 30,66        | 4 895       | 35,99       | 6      | 1      |
|                          | Marc Moschetti  | DVD            | 1 114        | 8,40         | 4 895       | 35,99       | 6      | 1      |
|                          | Joseph Segura   | DVD            | 3 101        | 23,38        | 5 649       | 41,54       | 26     | 5      |
|                          | Françoise Benne | DVD            | 1 384        | 10,43        | 5 649       | 41,54       | 26     | 5      |
|                          | Lionel Prados   | FN             | 2 264        | 17,07        | 1 961       | 14,42       | 2      |        |
|                          | Marc Orsatti    | PS-PCF-EELV    | 1 330        | 10,03        | 1 093       | 8,03        | 1      |        |
|                          |                 |                |              |              |             |             |        |        |
| Inscrits                 | Inscrits        | Inscrits       | 22 374       | 100,00       | 22 375      | 100,00      |        |        |
| Abstentions              | Abstentions     | Abstentions    | 8 649        | 38,66        | 8 435       | 37,70       |        |        |
| Votants                  | Votants         | Votants        | 13 725       | 61,34        | 13 940      | 62,30       |        |        |
| Blancs et nuls           | Blancs et nuls  | Blancs et nuls | 467          | 3,40         | 342         | 2,45        |        |        |
| Exprimés                 | Exprimés        | Exprimés       | 13 258       | 96,60        | 13 598      | 97,55       |        |        |
| * Liste du maire sortant |                 |                |              |              |             |             |        |        |

### Saint-Martin-du-Var
- Maire sortant : Hervé Paul (DVG)
- 23 sièges à pourvoir au conseil municipal (population légale 2011 : 2 630 habitants)
- 1 sièges à pourvoir au conseil communautaire (Métropole Nice Côte d'Azur)

|                          | Hervé Paul *      | SE             | 1 088 | 80,89  | 21 | 1 |  |  |
|                          | Michel Chevallier | FG             | 257   | 19,10  | 2  |   |  |  |
|                          |                   |                |       |        |    |   |  |  |
| Inscrits                 | Inscrits          | Inscrits       | 1 905 | 100,00 |    |   |  |  |
| Abstentions              | Abstentions       | Abstentions    | 400   | 21,00  |    |   |  |  |
| Votants                  | Votants           | Votants        | 1 505 | 79,00  |    |   |  |  |
| Blancs et nuls           | Blancs et nuls    | Blancs et nuls | 160   | 10,63  |    |   |  |  |
| Exprimés                 | Exprimés          | Exprimés       | 1 345 | 89,37  |    |   |  |  |
| * Liste du maire sortant |                   |                |       |        |    |   |  |  |

### Saint-Martin-Vésubie
- Maire sortant : Gaston Franco (UMP)
- 15 sièges à pourvoir au conseil municipal (population légale 2011 : 1 322 habitants)
- 1 sièges à pourvoir au conseil communautaire (Métropole Nice Côte d'Azur)

|                | Henri Giuge    | DVD            | 756   | 60,91  | 12 | 1 |  |  |
|                | Honoré Ghetti  | DVD            | 485   | 39,08  | 3  |   |  |  |
|                |                |                |       |        |    |   |  |  |
| Inscrits       | Inscrits       | Inscrits       | 1 507 | 100,00 |    |   |  |  |
| Abstentions    | Abstentions    | Abstentions    | 198   | 13,14  |    |   |  |  |
| Votants        | Votants        | Votants        | 1 309 | 86,86  |    |   |  |  |
| Blancs et nuls | Blancs et nuls | Blancs et nuls | 68    | 5,19   |    |   |  |  |
| Exprimés       | Exprimés       | Exprimés       | 1 241 | 94,81  |    |   |  |  |

### Saint-Paul-de-Vence
- Maire sortant : René Buron (UMP)
- 27 sièges à pourvoir au conseil municipal (population légale 2011 : 3 533 habitants)
- 2 sièges à pourvoir au conseil communautaire (CA Sophia Antipolis)

|                | Joseph Le Chapelain  | DVD            | 1 142 | 68,62  | 24 | 2 |  |  |
|                | Christophe Issagarre | UMP            | 330   | 19,83  | 2  |   |  |  |
|                | Gabriel Burger       | SE             | 192   | 11,53  | 1  |   |  |  |
|                |                      |                |       |        |    |   |  |  |
| Inscrits       | Inscrits             | Inscrits       | 2 696 | 100,00 |    |   |  |  |
| Abstentions    | Abstentions          | Abstentions    | 968   | 35,91  |    |   |  |  |
| Votants        | Votants              | Votants        | 1 728 | 64,09  |    |   |  |  |
| Blancs et nuls | Blancs et nuls       | Blancs et nuls | 64    | 3,70   |    |   |  |  |
| Exprimés       | Exprimés             | Exprimés       | 1 664 | 96,30  |    |   |  |  |

### Saint-Vallier-de-Thiey
- Maire sortant : Jean-Marc Delia (NC)
- 23 sièges à pourvoir au conseil municipal (population légale 2011 : 3 399 habitants)
- 3 sièges à pourvoir au conseil communautaire (CA du Pays de Grasse)

|                          | Jean-Marc Delia * | DVD            | 1 315 | 75,40  | 21 | 3 |  |  |
|                          | René Ricolfi      | SE             | 243   | 13,93  | 1  |   |  |  |
|                          | Jocelyn Paris     | DVG            | 186   | 10,66  | 1  |   |  |  |
|                          |                   |                |       |        |    |   |  |  |
| Inscrits                 | Inscrits          | Inscrits       | 2 608 | 100,00 |    |   |  |  |
| Abstentions              | Abstentions       | Abstentions    | 825   | 31,63  |    |   |  |  |
| Votants                  | Votants           | Votants        | 1 783 | 68,37  |    |   |  |  |
| Blancs et nuls           | Blancs et nuls    | Blancs et nuls | 39    | 2,19   |    |   |  |  |
| Exprimés                 | Exprimés          | Exprimés       | 1 744 | 97,81  |    |   |  |  |
| * Liste du maire sortant |                   |                |       |        |    |   |  |  |

### Sainte-Agnès
- Maire sortant : Albert Filippi (UMP)
- 15 sièges à pourvoir au conseil municipal (population légale 2011 : 1 183 habitants)
- 1 sièges à pourvoir au conseil communautaire (CA de la Riviera française)

|                          | Albert Filippi * | DVD            | 540 | 74,07  | 13 | 1 |  |  |
|                          | Ariele Gautier   | SE             | 189 | 25,92  | 2  |   |  |  |
|                          |                  |                |     |        |    |   |  |  |
| Inscrits                 | Inscrits         | Inscrits       | 981 | 100,00 |    |   |  |  |
| Abstentions              | Abstentions      | Abstentions    | 212 | 21,61  |    |   |  |  |
| Votants                  | Votants          | Votants        | 769 | 78,39  |    |   |  |  |
| Blancs et nuls           | Blancs et nuls   | Blancs et nuls | 40  | 5,20   |    |   |  |  |
| Exprimés                 | Exprimés         | Exprimés       | 729 | 94,80  |    |   |  |  |
| * Liste du maire sortant |                  |                |     |        |    |   |  |  |

### Sospel
- Maire sortant : Jean-Mario Lorenzi (UMP)
- 27 sièges à pourvoir au conseil municipal (population légale 2011 : 3 537 habitants)
- 2 sièges à pourvoir au conseil communautaire (CA de la Riviera française)

| Tête de liste            | Tête de liste           | Liste          | Premier tour | Premier tour | Second tour | Second tour | Sièges | Sièges |
| Tête de liste            | Tête de liste           | Liste          | Voix         | %            | Voix        | %           | CM     | CC     |
| ------------------------ | ----------------------- | -------------- | ------------ | ------------ | ----------- | ----------- | ------ | ------ |
|                          | Marie-Christine Thouret | SE             | 885          | 40,26        | 1 169       | 51,54       | 21     | 2      |
|                          | Jean-Mario Lorenzi *    | SE             | 828          | 37,67        | 1 099       | 48,45       | 6      |        |
|                          | Philippe Marchetta      | DVD            | 300          | 13,64        |             |             |        |        |
|                          | Michel Cottet           | DVG            | 185          | 8,41         |             |             |        |        |
|                          |                         |                |              |              |             |             |        |        |
| Inscrits                 | Inscrits                | Inscrits       | 3 060        | 100,00       | 3 060       | 100,00      |        |        |
| Abstentions              | Abstentions             | Abstentions    | 808          | 26,41        | 732         | 23,92       |        |        |
| Votants                  | Votants                 | Votants        | 2 252        | 73,59        | 2 328       | 76,08       |        |        |
| Blancs et nuls           | Blancs et nuls          | Blancs et nuls | 54           | 2,40         | 60          | 2,58        |        |        |
| Exprimés                 | Exprimés                | Exprimés       | 2 198        | 97,60        | 2 268       | 97,42       |        |        |
| * Liste du maire sortant |                         |                |              |              |             |             |        |        |

### Spéracèdes
- Maire sortant : Joël Pasquelin (UMP)
- 15 sièges à pourvoir au conseil municipal (population légale 2011 : 1 271 habitants)
- 2 sièges à pourvoir au conseil communautaire (CA du Pays de Grasse)

| Tête de liste            | Tête de liste      | Liste          | Premier tour | Premier tour | Second tour | Second tour | Sièges | Sièges |
| Tête de liste            | Tête de liste      | Liste          | Voix         | %            | Voix        | %           | CM     | CC     |
| ------------------------ | ------------------ | -------------- | ------------ | ------------ | ----------- | ----------- | ------ | ------ |
|                          | Joël Pasquelin *   | DVD            | 340          | 42,50        | 360         | 43,06       | 11     | 2      |
|                          | Christophe Roustan | UMP-UDI        | 235          | 29,37        | 270         | 32,29       | 2      |        |
|                          | Roger Navetti      | SE             | 225          | 28,12        | 206         | 24,64       | 2      |        |
|                          |                    |                |              |              |             |             |        |        |
| Inscrits                 | Inscrits           | Inscrits       | 1 158        | 100,00       | 1 158       | 100,00      |        |        |
| Abstentions              | Abstentions        | Abstentions    | 335          | 28,93        | 302         | 26,08       |        |        |
| Votants                  | Votants            | Votants        | 823          | 71,07        | 856         | 73,92       |        |        |
| Blancs et nuls           | Blancs et nuls     | Blancs et nuls | 23           | 2,79         | 20          | 2,34        |        |        |
| Exprimés                 | Exprimés           | Exprimés       | 800          | 97,21        | 836         | 97,66       |        |        |
| * Liste du maire sortant |                    |                |              |              |             |             |        |        |

### Tende
- Maire sortant : Jean-Pierre Vassalo (UMP)
- 19 sièges à pourvoir au conseil municipal (population légale 2011 : 2 114 habitants)
- 1 sièges à pourvoir au conseil communautaire (CA de la Riviera française)

|                          | Jean-Pierre Vassalo * | UMP-UDI        | 599   | 59,90  | 15 | 1 |  |  |
|                          | Valérie Tomasini      | SE             | 401   | 40,10  | 4  |   |  |  |
|                          |                       |                |       |        |    |   |  |  |
| Inscrits                 | Inscrits              | Inscrits       | 1 541 | 100,00 |    |   |  |  |
| Abstentions              | Abstentions           | Abstentions    | 444   | 28,81  |    |   |  |  |
| Votants                  | Votants               | Votants        | 1 097 | 71,19  |    |   |  |  |
| Blancs et nuls           | Blancs et nuls        | Blancs et nuls | 97    | 8,84   |    |   |  |  |
| Exprimés                 | Exprimés              | Exprimés       | 1 000 | 91,16  |    |   |  |  |
| * Liste du maire sortant |                       |                |       |        |    |   |  |  |

### Théoule-sur-Mer
- Maire sortant : Daniel Mansanti (UMP)
- 19 sièges à pourvoir au conseil municipal (population légale 2011 : 1 538 habitants)
- 2 sièges à pourvoir au conseil communautaire (CA Cannes Pays de Lérins)

|                          | Georges Botella   | DVD            | 590   | 59,53  | 15 | 2 |  |  |
|                          | Daniel Mansanti * | UMP            | 401   | 40,46  | 4  |   |  |  |
|                          |                   |                |       |        |    |   |  |  |
| Inscrits                 | Inscrits          | Inscrits       | 1 382 | 100,00 |    |   |  |  |
| Abstentions              | Abstentions       | Abstentions    | 368   | 26,63  |    |   |  |  |
| Votants                  | Votants           | Votants        | 1 014 | 73,37  |    |   |  |  |
| Blancs et nuls           | Blancs et nuls    | Blancs et nuls | 23    | 2,27   |    |   |  |  |
| Exprimés                 | Exprimés          | Exprimés       | 991   | 97,73  |    |   |  |  |
| * Liste du maire sortant |                   |                |       |        |    |   |  |  |

### Tourrette-Levens
- Maire sortant : Alain Frère (UMP)
- 27 sièges à pourvoir au conseil municipal (population légale 2011 : 4 731 habitants)
- 1 sièges à pourvoir au conseil communautaire (Métropole Nice Côte d'Azur)

|                          | Alain Frère *  | UMP            | 1 862 | 100,00 | 27 | 1 |  |  |
|                          |                |                |       |        |    |   |  |  |
| Inscrits                 | Inscrits       | Inscrits       | 3 660 | 100,00 |    |   |  |  |
| Abstentions              | Abstentions    | Abstentions    | 1 496 | 40,87  |    |   |  |  |
| Votants                  | Votants        | Votants        | 2 164 | 59,13  |    |   |  |  |
| Blancs et nuls           | Blancs et nuls | Blancs et nuls | 302   | 13,96  |    |   |  |  |
| Exprimés                 | Exprimés       | Exprimés       | 1 862 | 86,04  |    |   |  |  |
| * Liste du maire sortant |                |                |       |        |    |   |  |  |

### Tourrettes-sur-Loup
- Maire sortant : José Bertaina (UDI (PR))
- 27 sièges à pourvoir au conseil municipal (population légale 2011 : 4 008 habitants)
- 2 sièges à pourvoir au conseil communautaire (CA Sophia Antipolis)

|                          | Damien Bagaria  | MoDem          | 1 233 | 53,98  | 21 | 2 |  |  |
|                          | José Bertaina * | DVD            | 1 051 | 46,01  | 6  |   |  |  |
|                          |                 |                |       |        |    |   |  |  |
| Inscrits                 | Inscrits        | Inscrits       | 3 365 | 100,00 |    |   |  |  |
| Abstentions              | Abstentions     | Abstentions    | 1 023 | 30,40  |    |   |  |  |
| Votants                  | Votants         | Votants        | 2 342 | 69,60  |    |   |  |  |
| Blancs et nuls           | Blancs et nuls  | Blancs et nuls | 58    | 2,48   |    |   |  |  |
| Exprimés                 | Exprimés        | Exprimés       | 2 284 | 97,52  |    |   |  |  |
| * Liste du maire sortant |                 |                |       |        |    |   |  |  |

### Valbonne
- Maire sortant : Marc Daunis (PS)
- 33 sièges à pourvoir au conseil municipal (population légale 2011 : 12 802 habitants)
- 5 sièges à pourvoir au conseil communautaire (CA Sophia Antipolis)

|                          | Marc Daunis *  | PS-PCF         | 2 549 | 55,01  | 26 | 4 |  |  |
|                          | Julien Dethève | UMP-UDI        | 2 084 | 44,98  | 7  | 1 |  |  |
|                          |                |                |       |        |    |   |  |  |
| Inscrits                 | Inscrits       | Inscrits       | 8 522 | 100,00 |    |   |  |  |
| Abstentions              | Abstentions    | Abstentions    | 3 487 | 40,92  |    |   |  |  |
| Votants                  | Votants        | Votants        | 5 035 | 59,08  |    |   |  |  |
| Blancs et nuls           | Blancs et nuls | Blancs et nuls | 402   | 7,98   |    |   |  |  |
| Exprimés                 | Exprimés       | Exprimés       | 4 633 | 92,02  |    |   |  |  |
| * Liste du maire sortant |                |                |       |        |    |   |  |  |

### Vallauris
- Maire sortant : Alain Gumiel (UMP)
- 35 sièges à pourvoir au conseil municipal (population légale 2011 : 27 411 habitants)
- 10 sièges à pourvoir au conseil communautaire (CA Sophia Antipolis)

| Tête de liste            | Tête de liste    | Liste          | Premier tour | Premier tour | Second tour | Second tour | Sièges | Sièges |
| Tête de liste            | Tête de liste    | Liste          | Voix         | %            | Voix        | %           | CM     | CC     |
| ------------------------ | ---------------- | -------------- | ------------ | ------------ | ----------- | ----------- | ------ | ------ |
|                          | Michelle Salucki | DVD            | 3 080        | 28,19        | 4 920       | 43,48       | 26     | 8      |
|                          | Robert Crepin    | FN             | 2 293        | 20,99        | 2 188       | 19,33       | 3      | 1      |
|                          | Alain Gumiel *   | UMP            | 2 202        | 20,15        | 2 435       | 21,52       | 4      | 1      |
|                          | Jean-Lou Pece    | DVG            | 1 193        | 10,92        | 946         | 8,36        | 1      |        |
|                          | Jean-Noël Falcou | DVG            | 1 155        | 10,57        | 825         | 7,29        | 1      |        |
|                          | Patrick Biondo   | SE             | 1 000        | 9,15         |             |             |        |        |
|                          |                  |                |              |              |             |             |        |        |
| Inscrits                 | Inscrits         | Inscrits       | 18 751       | 100,00       | 18 752      | 100,00      |        |        |
| Abstentions              | Abstentions      | Abstentions    | 7 579        | 40,42        | 7 198       | 38,39       |        |        |
| Votants                  | Votants          | Votants        | 11 172       | 59,58        | 11 554      | 61,61       |        |        |
| Blancs et nuls           | Blancs et nuls   | Blancs et nuls | 249          | 2,23         | 240         | 2,08        |        |        |
| Exprimés                 | Exprimés         | Exprimés       | 10 923       | 97,77        | 11 314      | 97,92       |        |        |
| * Liste du maire sortant |                  |                |              |              |             |             |        |        |

### Vence
- Maire sortant : Régis Lebigre (UMP)
- 33 sièges à pourvoir au conseil municipal (population légale 2011 : 19 160 habitants)
- 4 sièges à pourvoir au conseil communautaire (Métropole Nice Côte d'Azur)

| Tête de liste            | Tête de liste         | Liste          | Premier tour | Premier tour | Second tour | Second tour | Sièges | Sièges |
| Tête de liste            | Tête de liste         | Liste          | Voix         | %            | Voix        | %           | CM     | CC     |
| ------------------------ | --------------------- | -------------- | ------------ | ------------ | ----------- | ----------- | ------ | ------ |
|                          | Régis Lebigre *       | UMP            | 2 342        | 28,28        | 3 474       | 41,27       | 7      | 1      |
|                          | Loïc Dombreval        | DVD            | 1 668        | 20,14        | 3 813       | 45,30       | 24     | 3      |
|                          | Anne Sattonnet        | UDI            | 1 649        | 19,91        | 3 813       | 45,30       | 24     | 3      |
|                          | Jean-Pierre Daugreilh | FN             | 1 250        | 15,09        | 1 129       | 13,41       | 2      |        |
|                          | Philippe Perret       | DVD            | 498          | 6,01         |             |             |        |        |
|                          | Jean-Louis Fiori      | FG             | 467          | 5,63         |             |             |        |        |
|                          | Jacques Dorent        | PS             | 407          | 4,91         |             |             |        |        |
|                          |                       |                |              |              |             |             |        |        |
| Inscrits                 | Inscrits              | Inscrits       | 13 393       | 100,00       | 13 399      | 100,00      |        |        |
| Abstentions              | Abstentions           | Abstentions    | 4 933        | 36,83        | 4 673       | 34,88       |        |        |
| Votants                  | Votants               | Votants        | 8 460        | 63,17        | 8 726       | 65,12       |        |        |
| Blancs et nuls           | Blancs et nuls        | Blancs et nuls | 179          | 2,12         | 310         | 3,55        |        |        |
| Exprimés                 | Exprimés              | Exprimés       | 8 281        | 97,88        | 8 416       | 96,45       |        |        |
| * Liste du maire sortant |                       |                |              |              |             |             |        |        |

### Villefranche-sur-Mer
- Maire sortant : Gérard Grosgogeat (UMP)
- 29 sièges à pourvoir au conseil municipal (population légale 2011 : 5 416 habitants)
- 1 sièges à pourvoir au conseil communautaire (Métropole Nice Côte d'Azur)

| Tête de liste  | Tête de liste         | Liste          | Premier tour | Premier tour | Second tour | Second tour | Sièges | Sièges |
| Tête de liste  | Tête de liste         | Liste          | Voix         | %            | Voix        | %           | CM     | CC     |
| -------------- | --------------------- | -------------- | ------------ | ------------ | ----------- | ----------- | ------ | ------ |
|                | Christophe Trojani    | UMP-UDI        | 1 336        | 42,27        | 1 774       | 54,75       | 23     | 1      |
|                | Jean-Pierre Mangiapan | DVD            | 1 074        | 33,98        | 1 466       | 45,24       | 6      |        |
|                | Cédric Cirasa         | DVD            | 750          | 23,73        | 1 466       | 45,24       | 6      |        |
|                |                       |                |              |              |             |             |        |        |
| Inscrits       | Inscrits              | Inscrits       | 4 659        | 100,00       | 4 659       | 100,00      |        |        |
| Abstentions    | Abstentions           | Abstentions    | 1 392        | 29,88        | 1 311       | 28,14       |        |        |
| Votants        | Votants               | Votants        | 3 267        | 70,12        | 3 348       | 71,86       |        |        |
| Blancs et nuls | Blancs et nuls        | Blancs et nuls | 107          | 3,28         | 108         | 3,23        |        |        |
| Exprimés       | Exprimés              | Exprimés       | 3 160        | 96,72        | 3 240       | 96,77       |        |        |

### Villeneuve-Loubet
- Maire sortant : Richard Camou (UMP)
- 33 sièges à pourvoir au conseil municipal (population légale 2011 : 14 995 habitants)
- 5 sièges à pourvoir au conseil communautaire (CA Sophia Antipolis)

|                | Lionnel Luca     | UMP-UDI        | 4 467  | 61,35  | 28 | 5 |  |  |
|                | Renaud Letitre   | DVD            | 1 544  | 21,20  | 3  |   |  |  |
|                | Gilles Boïs      | FN             | 679    | 9,32   | 1  |   |  |  |
|                | Pierre Lienemann | PS             | 590    | 8,10   | 1  |   |  |  |
|                |                  |                |        |        |    |   |  |  |
| Inscrits       | Inscrits         | Inscrits       | 12 152 | 100,00 |    |   |  |  |
| Abstentions    | Abstentions      | Abstentions    | 4 686  | 38,56  |    |   |  |  |
| Votants        | Votants          | Votants        | 7 466  | 61,44  |    |   |  |  |
| Blancs et nuls | Blancs et nuls   | Blancs et nuls | 186    | 2,49   |    |   |  |  |
| Exprimés       | Exprimés         | Exprimés       | 7 280  | 97,51  |    |   |  |  |